# اسارت بابلی

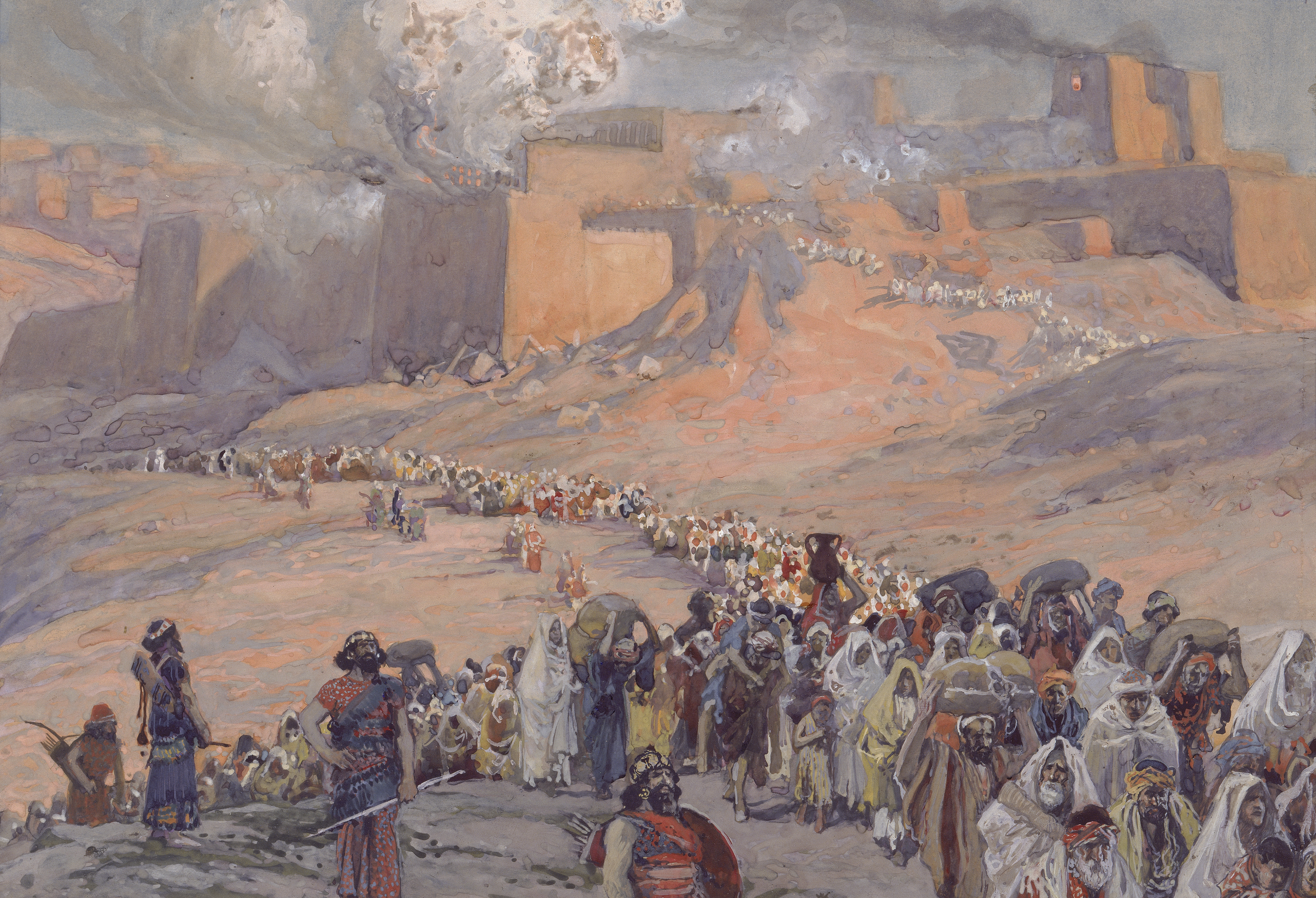
فرار زندانیان (۱۸۹۶) اثر جیمز تیسوت. تبعید یهودیان به بابل

اسارت بابِلی نامی است که عموماً به تبعید بخشی از اهالی پادشاهی باستانی یهودا به بابل توسط نبوکدنصر دوم و در سه موج مختلف از سال ۵۹۷ تا ۵۸۱ قبل از میلاد داده می‌شود. این دوره که با فتح بابل توسط کوروش بزرگ در سال ۵۳۹ ق‌م به پایان رسید، نقطهٔ آغازِ روند چند صد سالهٔ تحول از یهوه‌پرستی به دین توحیدی یهودیت محسوب می‌شود.
پادشاهی یهودا دست‌نشاندهٔ امپراتوری آشور بود. بعد از نابودی آشور در سال ۶۱۲ ق‌م، یهودا در میانهٔ نبرد بابل و مصر بر سر تقسیم اراضی آشوریان گرفتار شد. مصریان یوشیا پادشاه یهودا را در نبرد کشتند اما از نبوکدنصر پادشاه بابل شکست خوردند. نبوکدنصر، یهویاقیم پادشاه جدید یهودا را در سال ۶۰۵ ق‌م تابع خود کرد. تَنَخ — مجموعهٔ کتب مقدس یهودیان — این وقایع را در بستر روایت بزرگ‌تر نافرمانی قوم از یهوه و پرستش خدایان دیگر قرار می‌دهد و آن را مجازاتی الهی می‌نمایاند، اگرچه حاوی دیدگاه‌های متفاوتی است؛ کتاب ارمیا طرفدار بابل و نویسندگان کتب پادشاهان طرفدار استقلال یهودا بوده‌اند. ارمیای نبی به طرفداری از بابل ادامه می‌داد، اما یهویاقیم در سال ۶۰۱ ق‌م با نادیده گرفتن او بر نبوکدنصر شورید، ولی سرکوب و خودش هم در میانهٔ نبرد کشته شد. بابلی‌ها جانشین او یهویاکین را به همراه خانوادهٔ سلطنتی و تعداد زیادی از کاهنان، انبیاء و دیگر شهروندان ممتاز به اسارت بردند و معبد اورشلیم را بی حرمت کردند. صدقیا به عنوان دست‌نشاندهٔ بابل بر تخت یهودا نشست. دو دستگی در زمان او نیز ادامه یافت؛ ارمیای نبی طرفدار تابعیت از بابل و گروه دیگری از انبیاء خواستار استقلال بودند. نهایتاً صدقیا در سال ۵۸۷ ق‌م با حمایت مصر سر از اطاعت پیچید. نبوکدنصر اورشلیم را محاصره کرد و شهر بعد از هجده‌ماه تسلیم شد. صدقیا، پسرانش و رهبران شورش کشته و شهر و معبد تخریب شدند. بابلی‌ها این بار شمار بیشتری از یهودیان را به اسارت بردند و یهودا را به استانی بابلی تبدیل کردند. باقی‌ماندگان سلسلهٔ داوود، جدلیا دست‌نشاندهٔ بابل در یهودا را کشتند که منجر به موج سوم تبعید در تلافی آن شد.
اطلاعات زیادی از زندگی تبعیدیان یهودی در بابل موجود نیست. کمتر از بیست هزار نفر یا یک چهارم جمعیت کشور به بابل برده شدند و اغلب‌شان از طبقات بالای جامعه بودند. یهویاکین رهبر نمادین تبعیدیان باقی ماند و بابلی‌ها او را محترم داشتند. بسیاری از یهودیان به آسانی در بابل به موفقیت‌های اجتماعی و اقتصادی رسیدند و جامعهٔ خودگردان و پررونقی شکل دادند. باری، اختلافات مذهبی میان تبعیدیان و آنان که در یهودا مانده بودند ادامه پیدا کرد. تبعیدیان احساسات ملی‌گرایانه و اصرار به پرستش یهوه به تنهایی داشتند. بسیاری از آنان موفق شدند هویت خود را در بابل حفظ کنند و آیین‌های هویتی مثل ختنه و شبات محبوبیت بسیار یافتند. دیدگاه‌ها دربارهٔ مردوک بر کاهنان و انبیاء تبعیدی اثرگذار بود. تردیدهایی که شکست یهوه از خدایان بابلی برایشان ایجاد کرده بود، ظاهراً در کنار تأثیرات زرتشتی در دهه‌های آتی، منجر شد آنان موجودیت خدایان دیگر را انکار کنند و یهوه را خدای خالق جهان — و نه خدای قومی یهودیان — بنامند که زمینه‌ساز ظهور توحید گردید. اولین تاریخ مکتوب اسرائیل و بسیاری از داستان‌های ابراهیم، اسحاق و یعقوب (پدران بنی‌اسرائیل) در این دوره و در واکنش به دوری از سرزمین اسرائیل تألیف شدند. تبعیدیان در سال‌های پایانی تبعید امیدوار شدند بابلی‌ها یهویاکین را به عنوان شاهی دست‌نشانده به یهودا بازگردانند اما چنین نشد؛ لذا یهودیان به اخبار پیروزی‌های کوروش بر همسایگان بابل دل بستند.
کوروش بابل را در سال ۵۳۹ ق‌م فتح کرد و خدایان مختلف را به جایگاه‌های اصلی‌شان بازگرداند. شاهنشاهی هخامنشی به تبعیدیان، از جمله یهودیان، اجازهٔ بازگشت داد و بخشی از یهودیانِ بابل به سرزمین اسرائیل بازگشتند. اگرچه هخامنشیان از یهودیان حمایت بسیار و معبد را بازسازی کردند، اما امکان برقراری مجدد سلطنت را به آنها ندادند و یهودا تبدیل به استانی در ساتراپی عبر-ناری شد. بازگشت‌کنندگان با سنتی راهی اورشلیم شدند که با ظهور پیشهٔ نویسندگی در بابل اصلاح شده بود، عمیقاً متعهد به خلوص قومی با محوریت معبدِ بازسازی شده، و در عین حال غنی شده با ارزش‌های توحیدی جهان‌شمول بود. این گروه یهودیت معبد دوم را شکل دادند. آنان نه تنها بر پرستش یهوه به تنهایی اصرار داشتند، بلکه حالا موجودیت خدایان دیگر را هم انکار می‌کردند. نتیجتاً، تنخ را با گردآوری مطالب قدیمی‌تر مطلوب سلیقهٔ توحیدی خود و تألیف کتب جدید شکل دادند و تورات را به شریعت یهودیان تبدیل کردند. با این حال، آنان هنوز میان یهودیان در اقلیت بودند و همین منجر به ظهور فرقه‌های یهودی مختلفی مثل قمران، سامریان و حتی مسیحیان اولیه شد که دیدگاه‌های متفاوتی، خاصه در مورد محوریت معبد دوم در یهودیت، داشتند. این واقعه، در کنار تبعیدهای دیگر، بخش مهمی از هویت یهودیان را شکل داده است. برخی داستان‌های متاخر پیرامون اسارت بابلی در قرآن بازگو شده‌اند.

## منبع‌شناسی
تَنَخ، مجموعهٔ کتب مقدس یهودیان، منبع اصلی برای وقایع پادشاهی‌های اسرائیل و یهوداست. کتب پادشاهان و کتب تواریخ دو بخش از تنخ هستند که به این دوره می‌پردازند. کتب پادشاهان محصول اواخر قرن هفتم ق‌م است، حال آنکه کتب تاریخ در قرن چهارم ق‌م و در اواخر دورهٔ هخامنشی — سه قرن بعد از سقوط یهودا — نوشته شده‌اند. نویسندگان این منابع دیدگاه‌ها و تفکرات متمایزی نسبت به یکدیگر دارند. کتب پادشاهان با در نظر گرفتن اینکه ممکن است حاوی مطالبی از دورهٔ قبل از تبعید باشد، حائز اهمیت بیشتری است. در کتب انبیاء نیز مطالب مهمی وجود دارد؛ خاصه اشعیاء، ارمیا و حزقیال. در کتب میکاه، صفنیا، ناحوم و عوبدیا هم متون قابل توجهی یافت می‌شود. تنخ روایتی از دورهٔ تبعید به عنوان بخشی از تاریخ پیوستهٔ یهوه و ملتش اسرائیل ارائه نمی‌کند؛ فقط آغاز و پایانش را توصیف کرده، به علاوهٔ چند داستان کوتاه مثل حکایات دانیال در دربار بابل. چرایی عدم ثبت این دوره می‌تواند سیاسی — نبود حمایت دربار اورشلیم، از بین رفتن بایگانی‌ها و کاتبان — یا اجتماعی — هرج‌ومرج جنگ و مصائب تبعید — و حتی روانی — خاطرهٔ بدی که نمی‌خواستند به یادش آورند — باشد. برای بازگشت از تبعید، کتاب عزرا از بین کتب تاریخی؛ و کتب زکریا و حجی نبی از بین کتب انبیاء منابع اصلی هستند.
علاوه بر منابع اسرائیلی، کتیبه‌های خاور نزدیک باستان نیز سقوط یهودا را گزارش کرده‌اند. این مطالب گاه روایت تنخ را تأیید و گاه مطالب جدیدی به آن می‌افزایند. تواریخ آشوری که در نینوا کشف شده‌اند و رویدادنامهٔ بابلی نو مهم‌ترینِ این منابع هستند. منابع آشوری را می‌توان «پروپاگاندای سلطنتی» نامید که فتوحات و عبادات پادشاهان را شرح می‌دهند. شباهت ماهوی میان آثار ادبی خاور نزدیک باستان با تنخ وجود دارد. همچنین یافته‌های باستان‌شناسی از اسرائیل و یهودا به زندگی مردم عادی نوری می‌تابانند، خاصه بر ویرانه‌های سکونتگاه‌ها و خانه‌ها. نمایی از شهرهای اسرائیل و یهودا در سنگ نگاره‌های آشوری حک شده است؛ قصر تیگلات-پیلسر تصویری از جنگ در یهودا را نشان می‌دهد. در بین منابع بین‌النهرینی، به‌طور مشخص این‌ها دربارهٔ دورهٔ تبعید حائز اهمیت هستند: منشور نبوکدنصر، رویدادنامهٔ نخستین سال‌های نبوکدنصر، استوانهٔ کوروش، فهرست‌های جیرهٔ وایدنر، متون اداری و قانونی از سیپار، شوش و نیرب، بایگانی موراشو از نیپور و متون نویافتهٔ ال-یهودو و بیت نشار. این دو مورد اخیر به حضور اهالی یهودا و دیگر خارجیان در بابل اشاره کرده‌اند.

## زمینهٔ تاریخی

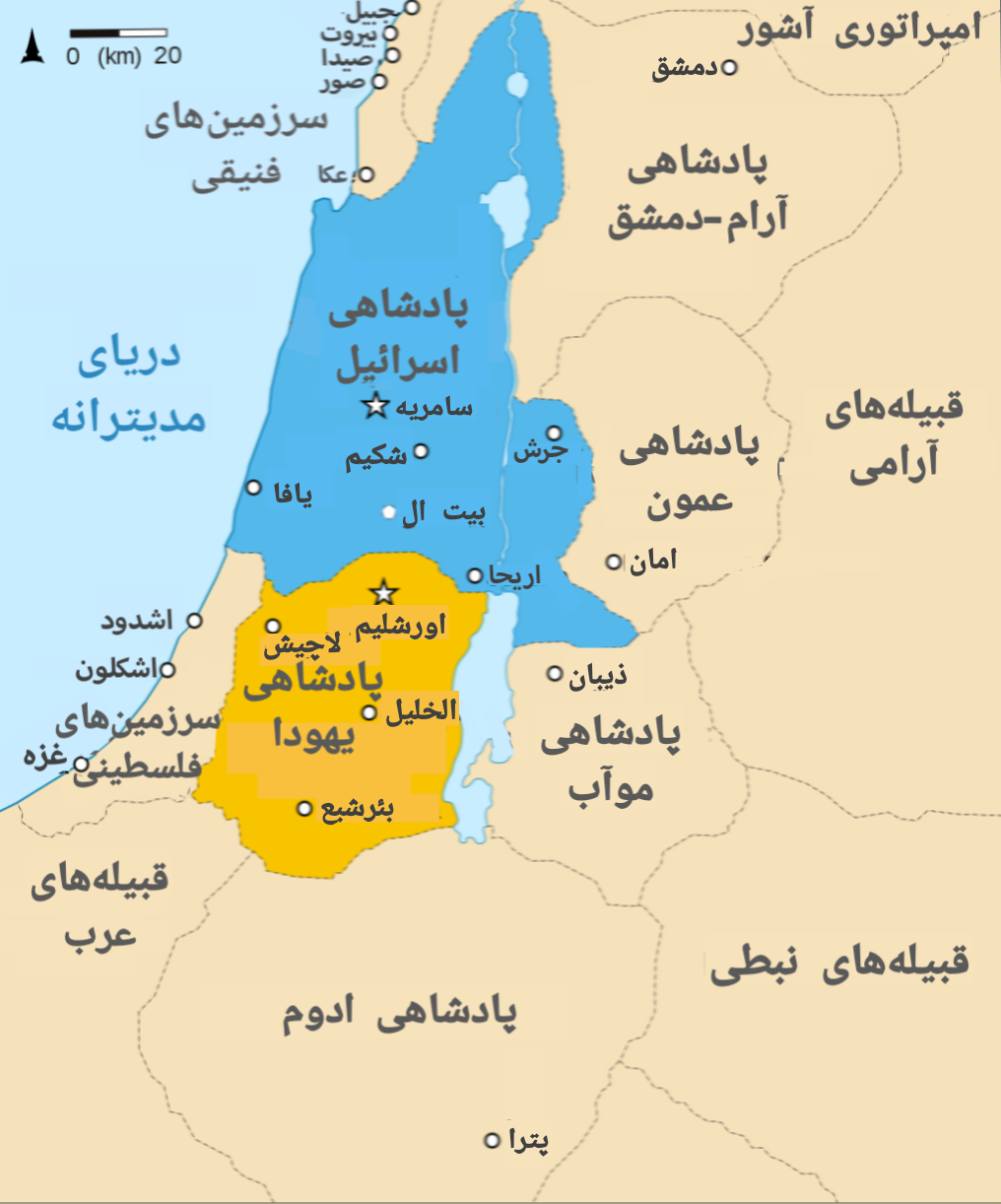
پادشاهی اسرائیل (آبی) و پادشاهی یهودا (زرد)، با همسایه‌هایشان (کِرِم) (قرن ۸ پیش از میلاد)

بر اساس روایت تنخ، بنی‌اسرائیل حدود یازده قرن قبل از میلاد کشوری مستقل را ایجاد کردند که پادشاهی اسرائیل نامیده می‌شد. از شاهان نامی آن می‌توان از داوود و پسرش سلیمان نام برد. تنخ می‌گوید در زمان سلیمان اسرائیل محور اصلی معامله‌های بازرگانی در بین‌النهرین بحساب می‌آمد و ثروت کلانی در اثر مبادلات بازرگانی نصیب خود می‌کرد و سلیمان با ثروتی که به‌دست آورده بود، در اورشلیم قصر باشکوهی برای خود و معبدی برای یهوه خدای اسرائیل بنا کرد. در ادامهٔ روایت اما بعد از مرگ سلیمان در سال ۹۲۸ ق‌م، ده قبیلهٔ شمالی از پذیرش سلطنت رحبعام، پسر و جانشین سلیمان، خودداری و بر او شورش می‌کنند. بدین ترتیب، پادشاهی اسرائیل به دو بخش تقسیم می‌شود: اسرائیل در شمال به مرکزیت سامریه و به رهبری یربعام؛ یهودا در جنوب تحت فرمانروایی رحبعام بود، با اورشلیم به عنوان پایتخت آن. این روایت توسط کشفیات باستان‌شناسی و محققان معاصر تأیید نمی‌شود؛ ارزیابی مجدد منابع از دههٔ ۱۹۹۰، پژوهشگران را به نتایج متفاوتی از آنچه تنخ روایت می‌کند رسانده است: اسرائیل و یهودا موجودیت‌های یکپارچه قومی و فرهنگی نبودند و از تجزیهٔ امپراتوری داوود در اواخر قرن دهم پدیدار نشده‌اند. بلکه پادشاهی اسرائیل در قرن نهم ق‌م ظهور کرده است و ظهور پادشاهی یهودا مدت‌ها بعد از آن و حدود قرن هشتم ق‌م روی داده است. نیز غیر از چند دورهٔ استثنایی، هم اسرائیل و هم یهودا بازیگران نسبتاً کم‌اهمیتی در منطقه و اغلب زیر سایهٔ همسایگانشان بوده‌اند.
در روایت تنخ از موجودیت این دو پادشاهی، آنان برای بیش از دویست سال به عنوان دولت‌های جداگانه به حیات خود ادامه می‌دهند. پادشاهی شمالی اسرائیل به عنوان دولتی فرعی نمایانده شده که همواره در وضعی ناپایدار به سر می‌برد و چندین بار سلسله پادشاهی‌اش تغییر پیدا کرد. در طول این زمان، منازعات مختلفی بین اسرائیل و یهودا روی می‌دهد.
یهودا از زمان پادشاهی آحاز (۷۴۳–۷۲۷ ق‌م) برای حدود یک قرن دست نشاندهٔ امپراتوری آشور بوده است. این دوره مصادف است با سلطنت تیگلات-پیلسر سوم (۷۴۵–۷۲۷ ق‌م) که فتوحات گسترده‌ای در مدیترانه شرقی ترتیب داد و با ائتلاف دست‌نشاندگان سرکش خود شامل صور، آرام و اسرائیل جنگید. اینان می‌خواستند یهودا نیز بخشی از ائتلاف باشد اما آحاز به دلیل مشاورهٔ اشعیای نبی زیر بار نرفت و سلطهٔ آشور را پذیرفت. نویسندگان کتب پادشاهان به شدت از احاز به دلیل این تصمیم انتقاد کرده و آن را دلیل سقوط یهودا می‌نمایانند. شورش اسرائیل نهایتاً توسط شلمنسر پنجم (۷۲۷–۷۲۲ ق‌م) در سال ۷۲۲ ق‌م با سقوط سامریه سرکوب شد. دولت اسرائیل نیز به سال ۷۲۰ ق‌م بر دستان سارگون دوم (۷۲۲–۷۰۵ ق‌م) از بین رفت. او مردم شهر را تبعید و منطقه را به استان آشور تبدیل کرد. یهودا و پادشاهش حزقیا (۷۲۷–۶۹۸ ق‌م) با پرداخت خراجی سنگین از خشم آشور دور ماندند. یافته‌های باستان‌شناسی نشان می‌دهد جمعیت کشور در این زمان رو به فزونی گذاشته است؛ شهرهای جدیدی بنیان نهاده شدند و ساکنان اورشلیم سه یا حتی چهار برابر شدند. بسیاری از این شهروندان جدید پناهندگان اسرائیلی از شمال بودند. اجماع قابل توجهی میان پژوهشگران وجود دارد که پادشاهان یهودا برای ایجاد ارتباط قومی میان این پناهندگان اسرائیلی با مردم بومی یهودا، یعقوب (جد اسرائیل) را در داستان‌های خود به نوهٔ ابراهیم و پسر اسحاق (اجداد یهودا) تبدیل کردند.
حزقیا بعد از مرگ سارگون بر آشوریان شورید اما سناخریب (۷۰۵–۶۸۱ ق‌م) سرکوب و مطیعش کرد. سناخریب در کتیبه‌های خود می‌گوید ۲۰۰٬۱۵۰ نفر از اهالی یهودا را به اسارت برده است. حزقیا سه سال بعد مرد و پسرش مناسه (۶۹۸–۶۴۲ ق‌م) برای ۵۵ سال پادشاه یهودا شد. تنخ دیدگاهی بس منفی نسبت به مناسه دارد و می‌گوید خون بی‌گناهان را ریخت و بتان را در معبد اورشلیم برپا داشت. یوشیا (۶۳۹–۶۰۹ ق‌م)، نوهٔ مناسه، با ستایش بسیار یاد شده است. او اصلاحات عظیمی بر دین کشور خودش اعمال کرد و عناصر خارجی را از دین یهودا زدود.

## سقوط یهودا

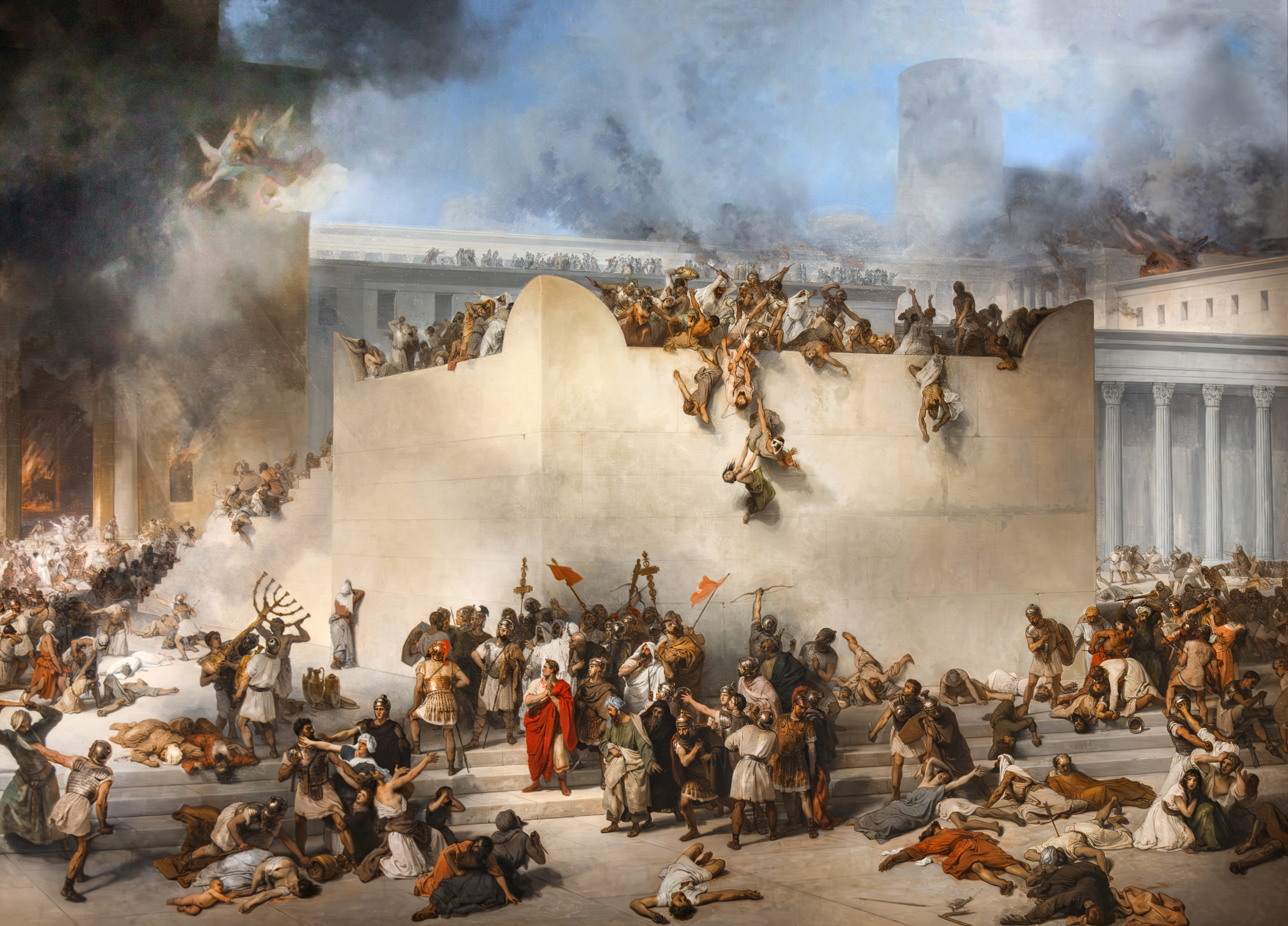
تخریب معبد اول اورشلیم (نقاشی ۱۸۶۷ اثر فرانچسکو هایز)

در سال ۶۱۲ ق‌م، امپراتوری آشور که زمانی بسیار قدرتمند بود، توسط ائتلاف امپراتوری ماد و امپراتوری بابل نو از بین رفت و یهودا در میانهٔ نبرد بابل و مصر بر سر تقسیم اراضی سابق آشور گرفتار شد. یوشیا که محتملا بخت را با بابلی‌ها می‌دید، فرصت را برای پس گرفتن استقلال یهودا مغتنم شمرد، ولی به‌طور ناگهانی در نبرد با مصریانِ متحد بازماندگان آشور کشته شد. فرعون نخو به یهویاقیم (۶۰۸–۵۹۸ ق‌م)، پسر یوشیا، یاری رساند تا بر تخت پادشاهی یهودا نشیند. کش و قوس مصر و بابل بر سر تسلط بر یهودا تا پیروزی پادشاه بابل نبوکدنصر دوم (بخت‌النصر) بر مصریان به سال ۶۰۵ ق‌م ادامه یافت. در این نقطه، یهودا برخلاف میل شاه یهویاقیم و با اصرار ارمیای نبی دست‌نشاندهٔ بابل شد. یهویاقیم ارمیا را نیز به زندان انداخت. پادشاهان یهودا بعد از یوشیا به سیاست‌های دینی مناسه بازگشتند. کتاب ارمیا می‌گوید قوم چوب و سنگ (بعل و اشیره؟) می‌پرستیدند و از زبان یهوه پرستش خدایان دیگر را دلیل تبعید می‌نامد. نبوکدنصر در سال ۶۰۱ ق‌م به مصر حمله کرد و شکست خورد. در زمان ضدحملهٔ فرعون نخو، یهویاقیم تصمیم گرفت دوباره به او بپیوندد. سربازان بابلی مستقر در غرب امپراتوری ابتدا تلاش کردند او را سرکوب کنند، تا اینکه نهایتاً خود نبوکدنصر علیه‌اش اقدام کرد. هیچ کمکی از جانب مصر برای یهودا فرستاده نشد. روایت حملهٔ بابل به یهودا در الواح بابلی اینگونه توصیف شده است:
سال هفتم [از سلطنت نبوکدنصر]. در ماه کیسلو [دسامبر ۵۹۸ ق‌م] پادشاه بابل لشکریان خود را جمع کرد و به غرب لشکر کشید. او در مقابل شهر یهودا [اورشلیم] اردو زد و در روز نهم ماه آذار [۱۶ مارس ۵۹۷ ق‌م] شهر را تصرف و پادشاه را اسیر کرد. او پادشاهی به دلخواه خویش منصوب کرد و با گرفتن خراج سنگین آن را به بابل بازگرداند.
اینطور که پیداست، یهویاقیم در میانه‌های محاصره به‌طور مشکوکی — شاید قتل — مرده است. پسرش یهویاکین به مقاومت ادامه داد تا اینکه پس از سه ماه سلطنت، مجبور به تسلیم شد. نبوکدنصر دستور داد او و شهروندان زبدهٔ یهودا را همراه با ارزشمندترین گنجینه معبد و کاخ به بابل ببرند. شرح سقوط یهویاکین در کتاب دوم پادشاهان باب ۲۴ آیه‌های ۱۲–۱۶ ثبت شده است.
نبوکدنصر پس از تصرف اورشلیم تمامی خزانه‌های خانهٔ یهوه و خزانه‌های خانهٔ پادشاه را و تمام ظروف طلایی را که سلیمان، پادشاه اسرائیل، برای خانهٔ خدا ساخته بود از آنجا بیرون آورد. جمیع ساکنان اورشلیم و جمیع سرداران و جمیع مردان جنگی را که ده هزار نفر بودند، اسیر ساخته برد، و تمامی صنعت‌کاران و آهنگران را نیز، چنان‌که سوای مسکینان اهل زمین کسی باقی نماند. شاه یهودا یهویاکین و مادر پادشاه و زنان پادشاه و خواجه سرایانش و بزرگان زمین را اسیر ساخت و ایشان را از اورشلیم به بابل برد و تمامی مردان جنگی، یعنی ۷۰۰۰ نفر سرباز و یک هزار نفر از صنعت‌گران و آهنگران را که قوی و جنگ آزموده بودند، پادشاه بابل به اسیری برد.

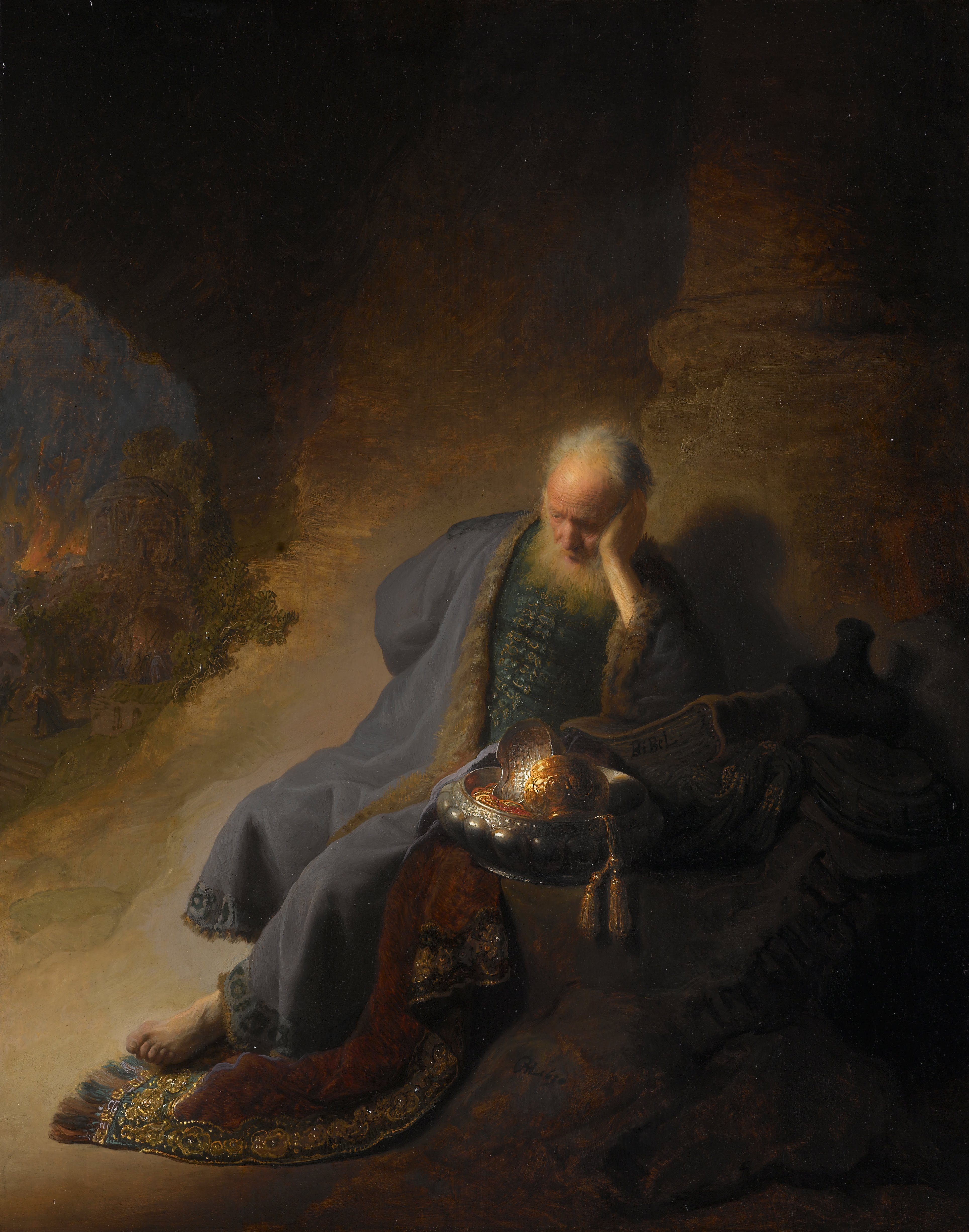
ارمیا در حال زاری از ویرانی اورشلیم، نقاشی رامبرانت (۱۶۳۰)

حزقیال نبی در میان اسیران بود. ارمیای نبی در اورشلیم ماند و در آنجا به همکاری با بابل مشاوره می‌داد. نبوکدنصر صدقیا، عموی شاه سابق و آخرین پسر یوشیا، را به فرمانروایی یهودا گماشت. صدقیا یازده سال در اورشلیم پادشاهی کرد. در این زمان کشور ویران شده و جمعیتش کاهش پیدا کرده بود. همزمان، نبوکدنصر درگیر جنگ با همسایگان خود نظیر عیلام شد. نتیجتاً، دست‌نشانگان کنعانی او فرصت را برای شورش مناسب یافتند. در تابستان ۵۹۴ ق‌م، نمایندگانی از ادوم، صور، عمون و موأب در اورشلیم گرد آمدند. ارمیای نبی همچنان از بابل طرفداری می‌کرد و مخالف شورش بود. او با یوغی بر گردن در معبد اورشلیم حاضر شد و آن را یوغ پادشاه بابل نامید که خدا بر گردن ملل نهاده است. او گفت سایر انبیاء در اشتباه هستند که تصور می‌کنند تبعیدیان به زودی بازخواهند گشت. حنانیای نبی یوغ را شکست و وعدهٔ پیروزی داد، ولی نهایتاً شورشی صورت نگرفت. نبوکدنصر صدقیا را نزد خود خواند تا دربارهٔ این دیدار توضیحاتی بدهد.

اوضاع در زمان سلطنت فرعون آپریس (۵۸۹–۵۷۰ ق‌م) تغییر کرد؛ او به کوه‌های لبنان لشکر کشید و به صدقیا وعدهٔ حمایت داد. پادشاه یهودا — برخلاف توصیهٔ ارمیای نبی — سرانجام بر ضد بابل قیام کرد. شورش صدقیا در روایت دوم پادشاهان هیچ دلیل مشخصی ندارد. نبوکدنصر با تمامی سپاه خود برای سرکوب این قیام به یهودا حمله کرد. اورشلیم در ژانویهٔ ۵۸۷ ق‌م تحت محاصره‌ای هجده‌ماهه قرار گرفت. مصریان کمک کوچکی به شهر کردند اما به راحتی شکست خوردند و محاصره ادامه پیدا کرد. نهایتاً اورشلیم در سال ۵۸۷ ق‌م به خاطر کمبود آذوقه تسلیم شد. کتاب ارمیا می‌گوید قبل از سقوط شهر، مقامات بابلی وارد اورشلیم شدند تا سرنوشت و آیندهٔ آن را مقدر کنند و همین موضوع صدقیا را بر آن داشت تا بگریزد. لیک او دستگیر شد و به محضر نبوکدنصر برده شد. بابلیان فرزندان پادشاه را جلوی چشمانش کشتند و دو چشمان خود صدقیا را از حدقه درآوردند. او را به زنجیر کشیدند و به بابلش فرستادند. رهبران شورش همه کشته شدند، شهر و معبدش نابود شدند و بخشی از مردمش آن به بابل تبعید شدند.
و در روز هفتمِ ماه پنجم از سال نوزدهمِ نبوکدنصرِ پادشاه، سلطان بابل، نَبُوزَرادان، رئیس جلادان، خادم پادشاه بابل، به اورشلیم آمد، و خانهٔ یهوه و خانهٔ پادشاه را سوزانید و همهٔ خانه‌های اورشلیم و هر خانهٔ بزرگ را به آتش سوزانید. و تمامی لشکر کلدانیان که همراه رئیس جلادان بودند، حصارهای اورشلیم را به هر طرف منهدم ساختند. و نبوزرادان، رئیس‌جلادان، بقیهٔ قوم را که در شهر باقی مانده بودند و خارجین را که به طرف پادشاه بابل شده بودند و بقیهٔ جمعیت را به اسیری برد.— دوم پادشاهان ۲۵:‎۸–۱۱

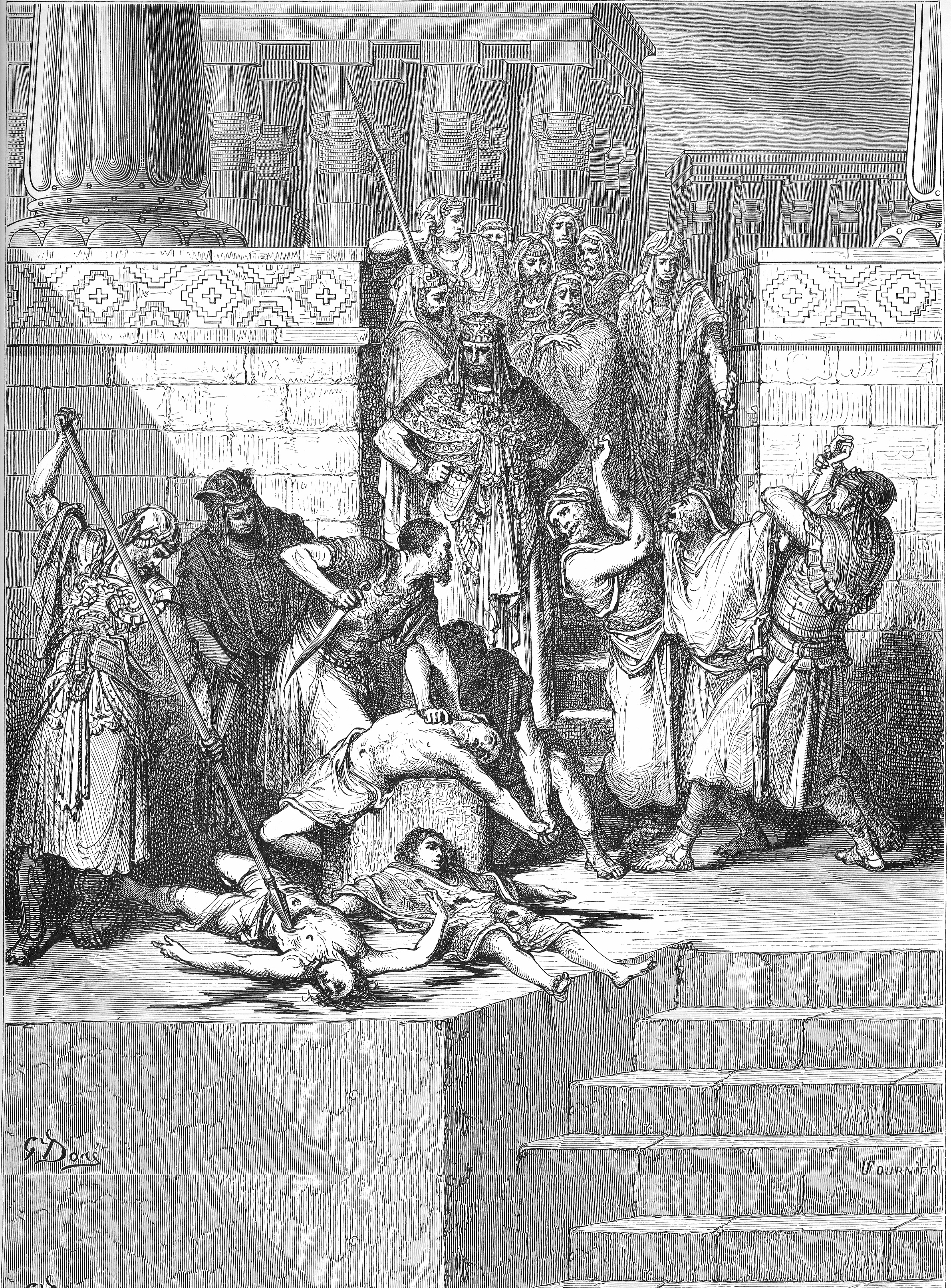
یک نقاشی تخیلی از کشته شدن پسران صدقیای پادشاه در مقابل چشمان او، اثر گوستاو دوره

روایت کتاب پادشاهان با کشتار کاهنان معبد توسط بابلی‌ها به پایان می‌رسد. برای نویسندهٔ کتاب، این فاجعه پایان همه چیز است: سرزمین، اورشلیم، معبد و پادشاهی. یهوه، اسرائیل و یهودا را به نیستی کشانده و آنان را از جلوی چشمان خویش به کناری افکنده است. در مقابل، روایت کتاب ارمیا از حملهٔ بابلی‌ها و محاصرهٔ اورشلیم به‌طور عجیبی مثبت است. سقوط یهودا پایان حکومت سلسلهٔ داوود هم بود، سلسله‌ای که یهوه وعده داده بود تا ابد حفظش کند (دوم سموئیل ۷:۱۴–۱۶؛ اول پادشاهان ۲:۴; ۸:۱۶، ۲۵؛ ۹:۵؛ ۱۱:۱۲–۱۳؛ ۱۵:۴؛ دوم پادشاهان ۸:۱۹). در روایت دوم پادشاهان، نابودی اورشلیم یک ماه بعد از سقوط صدقیا و به فرمان نَبُوزَرَدان رخ می‌دهد. شواهد باستان‌شناسی واضحی از تخریب در بسیاری از شهرها و سکونتگاه‌های یهودا در زمان حملهٔ سپاه بابل به جای مانده است. در جریان کاوش‌ها، استراکون‌هایی (تکه‌های سفالی مکتوب) از این دوره موسوم به نامه‌های لاچیش کشف شده است. یافته‌های باستان‌شناسی از اورشلیم گواهی می‌دهد که تقریباً کل شهر درون دیوارها در سال ۵۸۷ ق‌م سوخت و کاملاً ویران شد. اورشلیم خالی از سکنه شد و بخش‌های زیادی از شهر به مدت ۱۵۰ سال ویرانه باقی ماند، اما نشانه‌ای از انقطاع در یافته‌های باستان‌شناسی در مناطق دیگر یهودا مشاهده نشده است.
اگرچه دوم پادشاهان ذکر می‌کند بابلی‌ها فقط فقیرترین‌ها را بر جا گذاشتند، ولی از روایتش چنین برداشتی نمی‌شود؛ مثلاً در ۲۵:۱۸ به گروهی از مقامات که در یهودا ماندند اشاره کرده است. در عوض، ارمیا می‌گوید نَبُوزَرَدان، فرماندهٔ بابلی، املاک تبعیدیان را به فقرای یهودا بخشید (۳۹:۱۰)، امری که دوم پادشاهان (۲۵:۱۲) خیلی کوتاه به آن پرداخته است. در واقع، ارمیا و دوم پادشاهان هر دو به نابودی شهر و تبعید مردمش اشاره کرده‌اند، ولی تمرکز دوم پادشاهان بر تخریب و غارت معبد است، حال آنکه ارمیا اشارهٔ خیلی مبهمی (۳۹:۸) به آن کرده است.
به گفتهٔ پژوهشگر عهد عتیق، راینر آلبرتس، فقرای یهودا در روایت دوم پادشاهان هیچ نقشی ندارند چون حضورشان با بلای هولناکی که کتاب از حملهٔ بابل ترسیم می‌کند همخوانی ندارد. نیز برداشت دینی او — مجازات قوم توسط یهوه — تنها با تبعید همهٔ اهالی یهوداست که تحقق می‌یابد. کتاب دوم تواریخ (محصول عهد هخامنشی) می‌گوید تمام جمعیت یهودا به تبعید برده شدند و سرزمین کاملاً خالی از سکنه شد (۳۶:۲۰). این کتاب از دورهٔ تبعید به عنوان «شباتِ [استراحت] سرزمین» یاد می‌کند، مشابه دوره‌های هفت سالهٔ شبات زمین کشاورزی که در تورات آمده است (لاویان ۲۶:۳۴–۳۵، ۴۳). آوراهام فاوست، باستان‌شناس، می‌گوید در دورهٔ تبعید و در نتیجهٔ اعدام‌هایی که بابلی‌ها انجام دادند، در کنار قحطی‌ها و بیماری‌های همه‌گیر که در طول جنگ رخ داد، جمعیت یهودا نسبت به قبل از تبعید ۱۰٪ کاهش یافت. از اسناد آشوری مشخص است که مردان به همراه همهٔ خانواده به اسارت برده می‌شدند. بابلی‌ها هم این شیوه را از آنان یادگرفته بودند. به نظر نمی‌رسد بابلی‌ها علاقه‌ای به تبعید کسانی داشته بودند که به لحاظ نظامی و نیروی کار به کارشان نمی‌آمدند.
نبوزردان، ارمیای نبی را که به خاطر توصیه‌اش به تسلیم شدن حبس شده بود، از زندان آزاد کرد. ارمیا نیز قرار بود به تبعید برده شود (۴۰:۱)، ولی نبوزردان به او اجازه داد خودش تصمیم بگیرد و ارمیا به عنوان مردی آزاد در یهودا ماند. بابلی‌ها جدلیا را به عنوان حاکم یهودا منصوب کردند. متن تنخ مشخص نمی‌کند جدلیا شاه بوده یا فرماندار. سربازان یهودا که به ممالک اطراف پراکنده شده بودند، نزد او گرد آمدند. ولی یکی از بازماندگان سلسلهٔ داوود به نام اسماعیل پسر نتنیا، جدلیا و بابلی‌های یهودا را کشت. سربازان باقی ماندهٔ یهودا از ترس تلافی بابل به مصر گریختند و ارمیا را نیز — با اتهام اینکه می‌خواهد به بابل تحویلشان دهد — به زور با خود بردند. به نظر می‌رسد موج سوم تبعید انتقامی برای قتل جدلیا بوده است.

## یهودیان در بابل
مادرت چون تاکی در تاکستان، نشانده در کنار آب بود؛ پرمیوه و پرشاخه به برکت آب فراوان. شاخه‌هایش استوار، شایستهٔ عصای سلطانی. رعناتر از شاخه‌های پربرگ درختان، نمایان به ارتفاع و اغصان بسیار. لیک به خشم از ریشه درآوردندش و بر زمینش افکندند. باد شرقی بپژمردش و بچید میوه‌اش را… و اینک در بیابان به زمین خشک و تشنه مغروس است‌… نمانده شاخهٔ تنومندی برای عصای پادشاه.

حزقیال نبی (‎۱۹:۱۰–۱۴) در سوگ پادشاهان اسرائیل، نمودی از اوضاع روحی تبعیدیان در بابل
اکثر تبعیدیان در مرز بابل و آشور اسکان داده شدند. بر اساس کتاب ارمیا (‎۵۲:۲۸–۳۰)، در موج اول ۳٬۰۲۳ نفر، در موج دوم ۸۳۲ نفر و در موج سوم ۷۴۵ نفر به تبعید برده شدند که در مجموع ۴٬۶۰۰ نفر می‌شود. با این حال، این احتمال وجود دارد که فقط مردان شمارش شده باشند. با احتساب زنان و کودکان تخمین زده می‌شود که ۱۴٬۰۰۰ تا ۱۸٬۰۰۰ نفر تعداد نهایی باشد. تخمین بزرگتری در دوم پادشاهان ۲۴:۱۴–۱۶ آمده است که فقط اولین تبعید در سال ۵۹۷ ق‌م را شامل می‌شود؛ آیهٔ ۱۴ تعداد افراد را ۱۰٬۰۰۰ نفر و آیهٔ ۱۶ این تعداد را ۸٬۰۰۰ نفر برآورد می‌کند که تقریباً دو برابر مجموع آمارهای ارمیاست. محققان معمولاً ارقام ارمیا را دقیق‌تر می‌یابند. در هر صورت، از آنجایی که محققان کل جمعیت پادشاهی یهودا را در این زمان حدود ۷۵٬۰۰۰ نفر تخمین می‌زنند، کمتر از یک چهارم جمعیت در واقع به تبعید برده شدند. با این وجود، درصد بالایی از این افراد مقام‌های درباری، کاهنان، صنعتگران ماهر و سایر شهروندان ثروتمند بودند و تبعیدیان اکثریت نخبگان فرهنگی مملکت را تشکیل می‌دادند.
دربارهٔ دوران زندگی اسیران یهودی در بابل اطلاعات خیلی کمی در تنخ وجود دارد و تنها می‌توان با مقایسهٔ قبل و بعد از تبعید — به خصوص با نظر به کتب انبیاء — تصویری تقریبی از این دوره بازسازی کرد. اگرچه به این دوره «اسارت بابلی» گفته می‌شود، اما تبعیدیان نه اسیر بودند و نه برده؛ نشانی هم از سرکوب دینی یا قومی وجود ندارد. با توجه به «الواح الیهودو»، اهالی یهودا تقریباً در بدو ورود به بابل موفق شدند برای خودشان در جامعهٔ میزبان جایگاهی اجتماعی و اقتصادی به دست آورند. کتیبه‌ها نشان می‌دهند گروهی از تبعیدیان در «شهر یهودا» [اورو یهودو] و احتمالاً در نزدیکی بورسیپا اسکان داده شدند. نقوش بابلی در عربستان سعودی و اردن فعلی نشان می‌دهند امپراتوری بابل نسبت به اتباع خارجی خود روادار بوده است و محتملا همین سیاست باعث شده تبعیدیان یهودا بتوانند جای خود را در فرهنگ بابل باز کنند. در تمام دورهٔ طولانی که الواح ال-یهودو ضبط کرده‌اند، مشخص است یهودیان با طبقات بالای جامعهٔ بابل در ارتباط نزدیک بوده‌اند، هرچند به دلیل ماهیت موروثی و بستهٔ دیوانسالاری بابل، امکان رسیدن این مناصب برایشان فراهم نبوده است. باری، تبعیدیان سفری اجباری و پر از تحقیر را تحمل کرده و خانه، املاک و مرتبهٔ اجتماعی خود را از دست داده بودند. خو گرفتن با زندگانی جدید بایستی برایشان سخت بوده باشد. آنان به‌طور مداوم امیدوار بودند فرصت بازگشت فراهم شود؛ شورشی به سال ۵۹۵ ق‌م در بابل بر این امید دمید و اخاب پسر قولایا (اخاب نبی) و صدقیا پسر مَعَسیا (صدقیای نبی) آن را شعله‌ور کردند. ارمیای نبی اما نامه‌ای به تبعیدیان نوشت و از ایشان خواست که خود را برای اقامتی طولانی آماده کنند. این موضوع مسبب اختلافاتی شد، چنان‌که شَمَعیا پسر دلایا، از رهبران جامعهٔ تبعیدی، به صَفَنیای کاهن نوشت و از او خواست به وظیفهٔ خود عمل و ارمیا را توبیخ کند. ارمیا اما پس نکشید و انبیای تبعیدی که خواستار بازگشت بودند را لعنت کرد. حزقیال نبی نیز با صدقیای نبی مخالف بود و آن را نقض عهد یهوه می‌یافت. نبوکدنصر شورش را به سال ۵۹۴ ق‌م سرکوب و اینطور که از کتاب ارمیا بر می‌آید، انبیای تبعیدی را در آتش انداخت. در کتاب ارمیا از حنانیای نبی (ارمیا. ۲۸:۱–۱۷)، اخاب نبی (ارمیا. ۲۹:۲۱–۲۲)، صدقیای نبی (ارمیا. ۲۹:۲۱) و شَمَعیا پسر دلایا (ارمیا. ۲۹:۲۴–۳۲) به عنوان پیامبران دروغین یاد شده است.
پیش از نابودی اورشلیم، شایعاتی در بابل پیچید که نبوکدنصر قصد دارد دوباره به کنعان لشکر بکشد و کار را یکسره کند. تبعیدیان عمیقاً نگران شدند که مبادا برای خویشاوندانشان و معبد اورشلیم اتفاق ناگوارتری روی دهد. این خودش نشان می‌دهد که تبعیدیان چه رابطهٔ احساسی و دینی عمیقی با معبد داشته‌اند. می‌توان حدس زد بعداً که خبر نابودی اورشلیم و معبد به ایشان رسیده، امید بازگشتشان بر باد رفت. حزقیال خبر را اینطور از کلام یهوه اعلام می‌کند: «ای پسر انسان! اینک من آرزوی چشمانت را به ضرب خویش از تو خواهم گرفت. ماتم و گریه منما و اشک از چشمت جاری نشود. آه بکش و خاموش شو و برای مرده ماتم مگیر.» (‎۲۴:۱۵–۲۴)
اینطور که به نظر می‌رسد، جوامع یهودی در بابل خودگردان بوده‌اند و مشایخ یهودا و سران خاندان‌ها مسائل اجتماعی را تحت سایهٔ مقامات بابلی عهده‌دار شدند. این موضوع منحصر به یهودیان نبوده است و تبعیدیانی که از صور، غزه، اشقلون و غیره به بابل برده شده بودند نیز به نوعی راه و رسم قدیم خود را حفظ کردند. کاهنان معبد که کار خود را از دست داده بودند، کماکان طبقهٔ اجتماعی خود را حفظ کردند. همچنین شواهدی از ازدواج اهالی یهودا با خارجیان وجود دارد؛ سه سند از ازدواج عروسان یهودی نشان می‌دهد که چنین روابطی نادر نبوده است، هر چند موردی وجود ندارد که عروسی بابلی با دامادی خارجی ازدواج کرده باشد. یکی از این اسناد دربارهٔ ازدواج کاشیا دختر اموشه با گوزانو پسر کیریبتو است که نام خانوادگی داماد («آسیابان») حکایت از این دارد که از طبقات بالای جامعهٔ شهرنشین بابل بوده است.
تحولی دیگر، ایجاد حس کینه میان تبعیدیان و بازماندگان در اورشلیم بود. تبعیدیان بودند که نهایت خشم و قضاوت الهی را چشیده بودند و خانه و کاشانهٔ خود را از دست داده بودند. نیز از بازماندگان در اورشلیم می‌شنیدند که گناهان شما مسبب آنچه بر یهودا رفته است (ارمیا ۳۶؛ ۳۷–۴۰). نمود حس پشیمانی در تبعیدیان را می‌توان در مواعظ حزقیال دید — او دعوتشان می‌کرد تا توبه کنند بلکه خدا جایگاه پیشین را به آنان برگرداند. از سویی، با طولانی شدن مدت تبعید، بسیاری به این نتیجه رسیدند که خدایان بابلی بر جهان حکومت می‌کنند و یهوه یا نمی‌خواهد کاری کند یا از انجامش عاجز است (اشعیاء ‎۴۰:۱۲–۳۰) راه ساده‌ای هم برای خلاصی از این رنج و عذاب روحی و سیاسی هم بود: پشت سر گذاشتن میراث یهودی و پیوستن به جامعهٔ رنگارنگ بابل. کسانی که این راه را برگزیدند در اقلیت بودند، اما تعدادشان کم نبود.

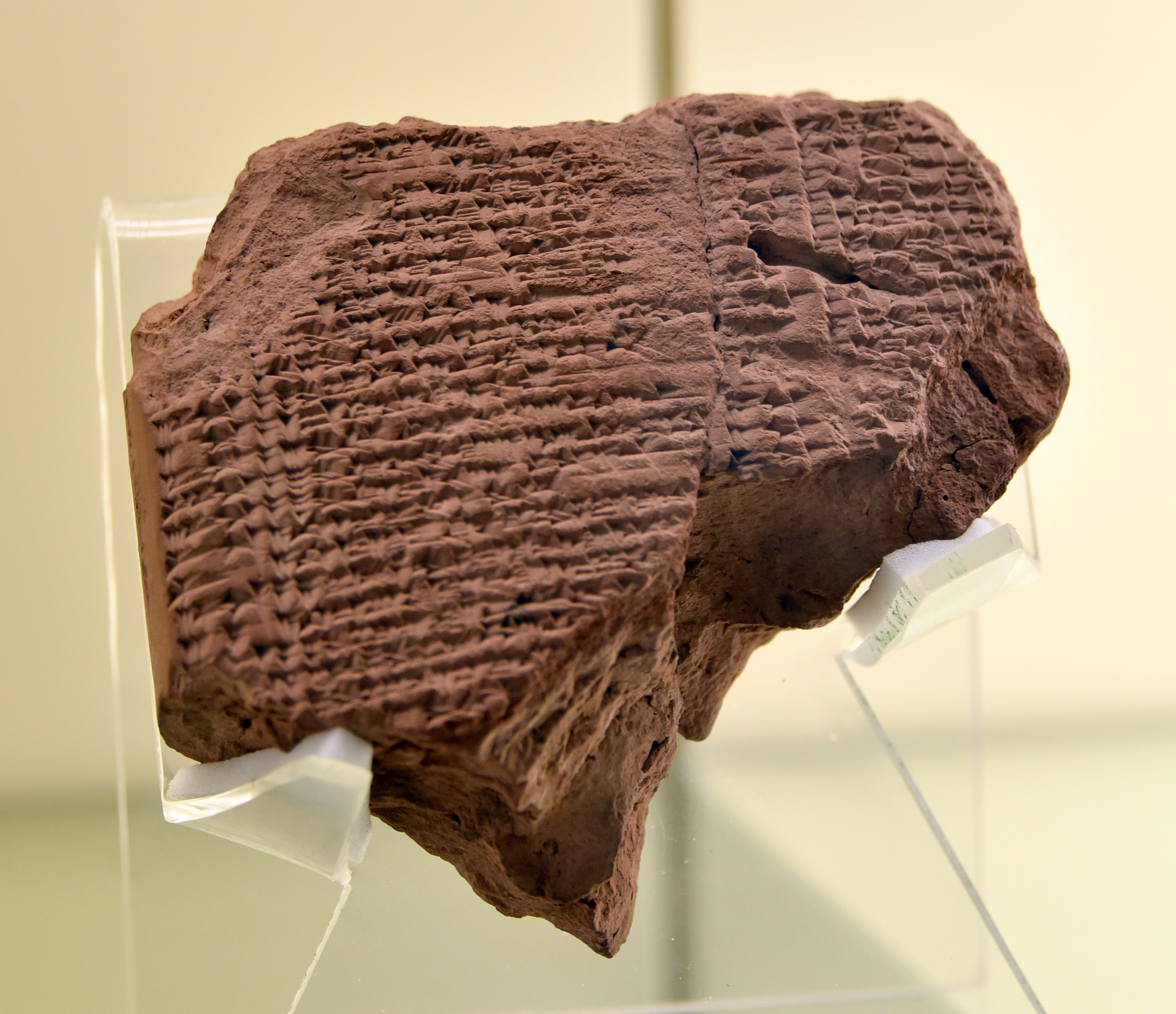
این کتیبهٔ خط میخی اکدی از عهد سلطنت نبوکدنصر دوم (حدود ۵۸۰ ق‌م)، جیرهٔ غذایی یک پادشاه اسیر یهودا به نام «پادشاه یکنیا» (یهویاکین) را توصیف می‌کند. موزه پرگامون، برلین.

تبعیدیان در بابل سال سلطنت یهویاکین را به عنوان مبدأ سالشماری خود حفظ کردند. الواح جیره‌بندی طی حفاری‌هایی در بایگانی سلطنتی نبوکدنصر کشف شده که در آن جیرهٔ غذایی یک پادشاه اسیر یهودا به نام «پادشاه یکنیا» (یهویاکین) توصیف شده است. یکی از الواح به جیره غذایی «Ya'u-kinu، پادشاه سرزمین یهودو» و پنج پسرانش اشاره دارد. جیرهٔ غذایی یهویاکین بیست برابر افراد عادی بوده و نشان می‌دهد او از جایگاه محترمی در دربار بابل داشته است. در لوحه‌های گلی‌ای که توسط حفاری کشف شده نیز دربارهٔ مخارج یهویاکین و فرزندانش اسنادی به دست آمده است. باری، تنخ می‌گوید رابطهٔ این پادشاه زمانی با نبوکدنصر تیره شد و او را به زندان انداختند. او بعد از ۳۷ سال به تاریخ ۵۶۲ ق‌م توسط اویل مردوک، جانشین نبوکدنصر، عفو شد و بعد از آزادی مخارجش را از پادشاه بابل دریافت می‌کرده است. روایت زندانی‌شدن او با الواح وایدنر که از جایگاه رفیع یهویاکین در بابل سخن می‌گویند، در تعارض است، به گونه‌ای که بسیاری از محققان آن را به «زندان معنوی» یا «گروگان» تعبیر کرده‌اند. با این حال، لغت «زندان» (بیت کیلی) در متن عبری، ریشهٔ بابلی دارد و محتمل است منظور زندانی واقعی باشد. شاید بابلی‌ها او را به دلیل شورش عمویش صدقیا در اورشلیم یا قتل جدلیا حبس کرده باشند. زندانی‌شدن پادشاه سابق محتملا ضربهٔ سختی به تبعیدیان بوده — هم نمایندهٔ خود در دربار بابل و هم بازماندهٔ سلسلهٔ داوود را از دست دادند. مزمور ۸۹ مرثیه‌ای بر او و سلسلهٔ داوود است.
آزادی یهویاکین بسیاری از تبعیدیان را امیدوار کرد بابلی‌ها او را به حکومت یهودا بازگردانند. اتفاقی مشابه برای بعلازر پادشاه تبعیدی صور روی داده بود. زمزمه‌های بازگشت یهویاکین چنان بوده است که ویراستاران کتاب ارمیا برای مقابله این جمله را به آن اضافه کرده‌اند: «ای زمین، کلام خداوند را بشنو! هیچ‌کس از ذریت وی کامیاب نخواهد شد و بر کرسی داوود نخواهد نشست، و بار دیگر در یهودا سلطنت نخواهد نمود.» (۲۲:۲۹–۳۰) با این حال، مشکلات داخلی نبونعید را به کارهای دیگر مشغول و یهودیان را ناامید کرد. در همین احوال بود که به اخبار پیروزی‌های کوروش کبیر بر همسایگان بابل امید بستند. امری که می‌توانست سخت برایشان گران تمام شود، ولی بخت با ایشان یار بود که کاهنان بابلی هم احساس مشابهی به کوروش داشتند.
متنی از سال‌های پایانی تبعید موجود است که نشان می‌دهد خانواده‌ای یهودی، از حقوقی برابر با خانواده‌ای بابلی برخوردار بوده‌اند. یهودیانی که در زمان هخامنشی به اورشلیم بازگشتند، آنقدر ثروتمند شده بودند که کمک مالی جدی به شهر کنند. در اسنادِ کتابدارِ نبوکدنصر به تعدادی از یهودیان عادی که تنخ از آن‌ها نامی نبرده اشاره شده است: گدئیل، قونیا، سماخیا و شلیمیای باغبان. در نمایشگاهی در اورشلیم در سال ۲۰۱۷ بیش از ۱۰۰ لوح به خط میخی را به نمایش گذاشته شد که با تفصیل تجارت میوه‌ها و سایر کالاها، مالیات‌ها، بدهی‌ها و اعتبارات انباشته شده بین یهودیان تبعیدی را نشان می‌داد. این الواح شامل حساب‌های مالی یک خانوادهٔ یهودی در چهار نسل بود که همگی نام‌های عبری داشتند. از مزمور ۱۳۷ چنان بر می‌آید که پس از سال‌ها، دلتنگی برای اورشلیم رو به فراموشی بوده است. مزمورنگار تلاش می‌کند آن را زنده کند: «ای اورشلیم! اگر فراموشت کنم، بادا دست راستم [چنگ نواختن را] فراموش کند.»
اگر از روی مدارک یک‌جانبه قضاوت بشود، به نظر می‌رسد که زندگی یهودیان در بابل چندان هم ناخوشایند نبوده است. به نظر نمی‌آید که مشاغل طاقت فرسا به آنها سپرده شده‌باشد و فعالیت‌های مذهبی و فرهنگی آنها ممنوع بوده‌باشد. یک قسمت از یهودیان در بابل به عنوان تاجر موفق بودند و با پشتیبانی مالی آنها گروهی تحقیقی تشکیل شد که روی منابع قدیمی یهودی تحقیق می‌کردند. در نهایت در نتیجه کوشش و زحمت این پژوهشگران، یهودیان توانستند عقاید اجدادی خود را به شکل تورات گردآوری، حفظ و ضبط نمایند. یهودیان در بابل یکی از این دو روش زندگی را می‌توانستند انتخاب کنند، سازگاری با محیط و پذیرفتن شیوه زندگی و آداب و رسوم ساکنان محلی (و در نتیجه از دست دادن هویت قبلی خود) یا رد کردن آداب و رسوم بابلی‌ها به هر قیمتی و زندگی در جامعه‌ای جداگانه. اکثریت راه دوم را انتخاب و سنت‌های خود را حفظ کردند،  خاصه اینکه در جامعهٔ خودگرانی از یهودیان هم زندگی می‌کردند. تحت نظارت مشایخ، کاهنان و انبیای تبعیدی، شجره‌نامه‌هایی تهیه شد تا هویتشان را از دست ندهند.
در سنت یهودی همچنین تلاش شده خلاء این دوره را با داستان‌هایی بپوشانند؛ قصه‌های دانیال (کتاب دانیال ۱–۶)، شوشانا (دانیال ۱۳)، بل و اژدها (دانیال ۱۴)، داستان سه جوانان (اول اسدراس ۳:۱–۵:۶)، توبیاس و یودیت از این دست هستند. تحقیقات تاریخی-انتقادی نشان داده که این داستان‌ها محصول اعصار بعدی‌اند و ریشه در واقعیات دورهٔ تبعید ندارند. نیز غیر از کتاب اسدراس، نویسندگان این داستان‌ها هیچ تلاشی نکرده‌اند اثر خود را در چارچوب تاریخ اسرائیل بگنجانند.
تبعید به بابل همزمان است با یک دورهٔ گرمایش شدید جهانی؛ در عوض، دمای هوا در عصر هخامنشی به‌طور قابل توجهی کاهش یافته است. اهمیتش آنجاست که بین‌النهرین به بسیار به کشاورزی وابسته بوده و اقلیم گرم باعث می‌شود سطح آب دریاها بالا و آب موجود برای کشاورزی کاهش پیدا کند. پژوهشگر عهد عتیق، باب بکینگ می‌گوید بابلی‌ها در زمان خشکسالی به کارگر نیاز داشتند و به همین دلیل اهالی یهودا در زمین‌های کشاورزی بابل اسکان داده شدند تا غذای شهر را تأمین کنند. به همین دلیل زندگی خوب و آزادی دینی داشتند. بعداً که دمای هوا در زمان هخامنشیان پایین آمد و جمعیت بابل افزایش یافت، جامعهٔ یهودی بابل حتی رونق بیشتری گرفت. اسمیت-کریستوفر معتقد است یکی از ریشه‌های خاطرهٔ بد تبعید از آنجا ناشی می‌شده که خواص یهودا — که به کار سخت عادت نداشتند — کشاورزی را فعالیتی طاقت فرسا یافتند.

## تأثیر اقامت در بابل بر فرهنگ قوم یهود

### بحران هویت
سقوط پادشاهی یهودا مصیبت بزرگی بود، اما بدتر از آن این بود که وقایع سال ۵۹۷ و به ویژه سال ۵۸۷، مقدمهٔ علی نظری و الهیاتی را که دین اسرائیل بر اساس آن بنا شده بود، واژگون کرد. در سطح سیاسی-اجتماعی، فروپاشی نهادهای سیاسی و مذهبی قابل توجه بود. پادشاه و کاهنان، قدرت سیاسی و مذهب دولتی به منظور ارائه نظم و امنیت و تأمین و واسطه برکت و حفاظت الهی بودند. در عوض، آنها نتوانستند از مردم یهودا محافظت کنند. تصمیم‌های این رهبران به‌طور مستقیم یا غیرمستقیم مقصر این فاجعه بود و اکنون در برابر نیروهای بابلی عاجزانه از هم می‌پاشیدند. در سطح دینی-الهیاتی، وقایع نشان‌دهنده شکست وعده‌های الهی، حتی خود عهد اسرائیل و خدا بود. خدای اسرائیل، یهوه، زمین را به فرزندان ابراهیم وعده داده بود. با این حال این سرزمین فتح شده بود و یهودیان زیادی تبعید شدند. یهوه وعدهٔ تداوم سلسلهٔ داوود را داده بود، اما پادشاه از سلطنت خلع و تبعید شده بود. یهوه وعدهٔ حضور خود را در معبد داده بود و اصلاحات یوشیا، معبد اورشلیم را به تنها مکان مشروع عبادت مذهبی تبدیل کرده بود. حال معبد ویران و عبادت مناسب غیرممکن شده بود. هیچ‌یک از نهادهایی که قرار بود از قوم و نظم حفاظت کنند دست نخورده باقی نماندند. الهیات سنتی که وقایع را بر اساس تفسیر و تبیین می‌کردند، برای مقابله با شواهد مخرب وقایع دورهٔ تبعید کافی نبود.
تبعیدیان همچنین با چالش از دست دادن موقعیت ممتاز و نقش خود در جامعه مواجه بودند. وضعیت آنها را می‌توان به «مرگ اجتماعی» تشبیه کرد. پرسش‌هایی نظیر «ما کی هستیم؟» و «خدا کجا بود وقتی همهٔ این‌ها اتفاق می‌افتاد؟» مطرح می‌شد، چرا که هویت شخصی و جمعی آنها در معرض تهدید قرار گرفته بود. کتاب حزقیال در مقطعی شکل گرفته که الگوهای قدیمی اجتماعی-مذهبی از هم گسیخته بودند و هنوز الگوی جدیدی پیدا نشده است.
تا قبل از تبعید به بابل، موجودیت اسرائیل با جغرافیا و ساختار سیاسی آن تعریف می‌شد؛ تبعید و پراکنده شدن یهودیان در منطقه آغازگر هویت جدیدی بود و از زمان شاهنشاهی هخامنشی می‌توان آنان را «قوم یهود» نامید. بدین ترتیب، دیگر تسلط قدرتی خارجی تهدیدی هویتی به‌شمار نمی‌آمد. البته مناقشه بر سر همین تعریف قوم یهود خودش چالش بزرگی بود؛ گرچه عزرا و نحمیا تلاش کردند تعریف مشخص و بسته‌ای از «اسرائیل» تثبیت کنند، اما می‌توان اشاراتی به این اختلافات را در خود تنخ هم یافت. سامریان، فرقهٔ قمران، فریسیان و مسیحیان اولیه که در زمان یونانیان و رومیان ظهور کردند همگی ریشه در اختلافات دورهٔ هخامنشی بر سر تعریف «اسرائیل» دارند.

### ختنه، شبات و دیگر آیین‌های هویتی
احتمالاً بزرگ‌ترین مشکلی که یهودیان تبعیدی در بابل با آن روبرو بودند، این بود که عبادات یهوه به صورت سازماندهی‌شده انجام نمی‌شده است. احکام دینی اسرائیل باستان انجام عبادت را منحصر به ارض موعود می‌دانستند و سفر تثنیه در تورات نیز می‌گوید تقدیم حیوانات قربانی تنها می‌تواند در معبد اورشلیم به درستی انجام شود. به علاوه، انبیایی مثل ارمیا و حزقیال معتقد بودند خدا با تخریب معبد اورشلیم از قوم خود رویگردان شده است. به همین دلیل، احکام و آیین‌هایی که منحصر به ارض اسرائیل نبودند اهمیت ویژه‌ای یافتند، مثل استراحت در شبات و ختنه. در واقع، بسیاری از محققان معاصر معتقدند در زمان اسارت در بابل بوده که ختنه نقش نشانهٔ اسرائیلی یا یهودی بودن به خود گرفته است. رواج این رسم میان اسرائیلیان در دورهٔ قبل از تبعید منتفی نیست؛ این عملی باستانی است که میان بسیاری از مردمان خاور نزدیک رایج بوده است. اما بابلی‌ها ختنه نمی‌شدند. نتیجتاً، اسرائیلیان ممکن است ختنه را موضوعی می‌یافتند که آنها را از همسایگان بابلی خود متمایز می‌کرده است؛ چیزی که به آنها کمک می‌کرده تا تمایز خود را حتی دور از خانه، نهادها و شیوهٔ زندگی خود حفظ کنند و نشان دهد چه کسی عضوی از قومِ عهد است و چه کسی نیست. شبات قبل از تبعید احتمالاً در روزهای ماه کامل برگزار می‌شده و در این روز تجارت ممنوع بوده است. شبات از دورهٔ تبعید به رسمی هفتگی تبدیل و جایگزین مراسم معبد شده است. می‌توان نخستین علائم از ظهور نهادی مشابه کنیسه را نیز به همین دوره نسبت داد، هر چند شواهد قطعی وجود ندارد. هیچ مدرکی وجود ندارد که تبعیدیان در بابل معبدی ساخته باشند و حزقیال هم با چنین کاری مخالف بوده است (۲۰:۳۰–۳۲). ساخت معبدی جدید می‌توانسته پایان امید به بازگشت بوده باشد. در عوض، تبعیدیان به سوی اورشلیم دعا می‌کردند. تبعیدیان در روزهای روزه گرد هم می‌آمدند و بر وطن از دست رفتهٔ خویش مرثیه سر می‌دادند. ممکن است عبادت و قرائت کتب مقدس — که جایگزین قربانی در معبد شدند — ریشهٔ کنیسه باشند. کنیسه‌ها به مرور نزد جوامع یهودی دور از وطن نقش پررنگی یافتند و حتی تا قرن اول میلادی در خود سرزمین اسرائیل هم برپا شدند. برخی احکام مرتبط پاکی غذا نیز در همین دوره شکل و رنگ و بوی هویتی به خود گرفتند. می‌توانستند از نحوهٔ غذا خوردن نشان دهند به جامعهٔ یهودی تعلق دارند و به سنن دینی آن وفادارند.

### تأثیر از فرهنگ و اساطیر بابلی
اساطیر یهودی در طی این زمان و در اثر ارتباط با اساطیر بین‌النهرین تأثیر زیادی گرفته‌اند. برای مثال طوفان نوح را می‌توان نام برد که با داستان طوفانِ اوتنپیشتی در حماسه گیلگمش— که در میان مردم بین‌النهرین از زمان‌های باستان شناخته شده بود — شباهت بسیاری دارد. وجود شخصیت‌هایی مثل دانیال و عزرا — که از مقامات شاهنشاهی هخامنشی بودند و به احتمال قوی به عنوان کاتب دولتی تعلیم دیدند — خود مدرک محکمی از رابطهٔ ادبی یهودیان با جامعهٔ بابل است چون این داد و ستدهای فکری در چنین مدارسی رخ می‌داده است. این موضوع همچنین می‌تواند روشن کند چگونه فرهنگ و ادب بابلی مثل حماسه گیلگمش بر تنخ و ادبیات یهودی تأثیر گذاشته است.
آنچه در باب‌های ۴۰–۴۸ کتاب اشعیاء علیه بت‌ها نوشته شده را می‌توان از تأثیرات فرهنگ بابلی بر یهودیان دانست. نیز به نظر می‌رسد این کتاب از سرودهای بابلی در پرستش مردوک به عنوان الگویی برای مطالب خودش دربارهٔ یهوه استفاده کرده است. همچنین اعتقاد به اینکه یهوه خالق جهان است (روایت آفرینش باب اول سفر پیدایش در تورات به‌طور مشخص از تأثیرات مستقیم بابلی است) ریشه در دیدگاه بابلی‌ها نسبت به کیهان دارد. به گفتهٔ پژوهشگر عهد عتیق، رابرت کارول (۲۰۰۰–۱۹۴۱)، اینکه در دورهٔ معبد دوم یهوه‌پرستی را به ابراهیم نسبت می‌دادند آنقدرها هم بی‌راه نیست – یهوه‌پرستی واقعاً از بین‌النهرین آمده است اما نه در عصر برنز، که در زمان تبعید.
نام ماه‌ها در گاه‌شماری عبری امروزی نیز از نام‌های بابلی با تلفظ آرامی ریشه گرفته است. به‌طور مثال ماه تموز نام خود را از تموز خدای بین‌النهرینی دارد. در مورد نام ماه‌های تقویم یهودی قبل از تبعید به بابل اطلاع دقیقی در دست نیست. در تورات ماه‌ها تنها به شماره و نَه به نام خاصی یاد شده‌اند. اسامی بابلی نیز میان یهودیان — حتی اعضای سلسلهٔ داوود — رایج شدند؛ مثل زروبابل («بذر بابل») و شنزر («سن محافظ است»).

### ایدئولوژی
هنگام مقایسه تاریخ دینی اسرائیل و سایر مردمان، یک تفاوت اساسی آشکار می‌شود. در میان سایر اقوام مرسوم بود که خدایی را تا زمانی که از مردم محافظت می‌کرد می‌پرستیدند. اما اگر کشور شکست می‌خورد، خدای پیروزها از خدای بازنده‌ها قوی‌تر به حساب می‌آمد. باور مردوک بابلی نمونه ای از این امر است. بابل و مردوک از ابتدا به هم مرتبط هستند؛ بنابراین، اسطوره مردوک قدرت خود را با پایان یافتن سلطنت بابل از دست داد.
در قوم بنی اسرائیل کاملاً متفاوت است: تبعید — همان‌طور که شاید انتظار می‌رود — منجر به ترک ایمان به یهوه و پذیرش خدای پیروز نشد. از جمله دلایلی که برای این امر ذکر شده پیشگویی کتاب مقدس است. بر طبق کتاب مقدس عبری پیامبران تفسیری ارائه کردند که به اصطلاح، تصویر یهوه را «نجات بخشید». آنها توضیحی ارائه دادند مبنی بر اینکه اسارت و رویدادهای تلخ برای قوم یهود بدان معنا نیست که یهوه برای محافظت از معبد، پادشاه و کشورش ضعیف بوده، بلکه به این معناست که خداوند اجازه داده است که شکست اسرائیل به دلیل مجازات گناهان آنها رخ دهد. در این تفسیر بیان غضب الهی بر گناه، تبیین کلامی تبعید و اسارت می‌شود.
در زمان تبعید- به عنوان ابزاری برای تجسم نظم سیاسی جدید، نظمی که ملت را به عنوان موجودیتی متمایز از دولت حاکم بر آن به رسمیت بشناسد، کاتبان از جمع‌آوری و بازنویسی کتاب مقدس استفاده کردند. آنها با کمک روایت‌ها و قوانین الهی نهفته در آن، قصد داشتند که به مردم مغلوب و تبعیدی نشان دهند که حتی زمانی که سلطهٔ امپراتوری‌های غالب برقراری مجدد دولت مستقل و استقلال سیاسی را ممنوع کرده است، می‌توانند به عنوان یک ملت متحد شوند. پژوهشگر کتاب مقدس جیکوب ال. رایت می‌نویسد، کاتبانی که نوشته‌هایی را که امروزه به‌عنوان کتاب مقدس عبری یا عهد عتیق می‌شناسیم سروده و جمع‌آوری کرده‌اند، در جهت‌گیری عمیقاً سیاسی بوده‌اند. هدف آنها، همان‌طور که خاورشناس آلمانی یولیوس ولهاوزن ادعا کرد، تبدیل اسرائیل از یک قوم به یک فرقه مذهبی پس از سقوط دولت نبود. برعکس، این کاتبان به دنبال ساخت یک هویت ملی قوی و انعطاف‌پذیر بودند که بتواند در برابر شکست نظامی و تجاوز قدرت‌های استعماری مقاوم و پایدار باقی بماند. به گفته ولهاوزن، کسانی که (ناآگاهانه) شالوده این شکل ترکیبی زندگی جمعی را بنا نهادند. شخصیت‌های نبوی تیزهوشی مانند عاموس، هوشع، اشعیا بودند.
کتاب تاریخ اسرائیل نوشته جان برایت توضیح می‌دهد که شکل جدیدی از زندگی اجتماعی در دوره پس از تبعید ظهور کرد. یک جامعه مذهبی که به سنت و قانون پایبند بود. این جامعه مذهبی جایگزین جامعه «ملی-فرهنگی» پیش از فتح بابل شد. اسرائیل به تدریج خصلت ملی خود را از دست داده و به یک جامعه مذهبی تبدیل شده بود. کتاب عزرا-نحیما زندگی تبعیدیان سابق را پس از بازگشت در شرایط سلطه خارجیان به تصویر می‌کشد. رهبران یهودی بازگشت آگاه بودند که هر گونه تلاش برای حفظ و احیای نهاد سیاسی سلطنتی خشم این اربابان را برمی‌انگیزد بنابراین آنها تمرکز خود را بر نهادهای عمومی و فعالیت‌های جمعی که امپراتوری به آنها واگذار کرده بود و به عنوان نهادهای مذهبی طبقه‌بندی می‌شدند، گذاشتند.

### زبان
تا قبل از سقوط یهودا، عبری زبان رایج نزد یهودیان بود اما ارتباط با جامعهٔ بابل بر این مسئله تأثیراتی گذاشت؛ آرامی، زبان مرسوم خاور نزدیک باستان، در مکالمات روزمره و تجاری جای عبری را گرفت، هرچند عبری بخشی از کاربرد ادبی خودش را حفظ کرد. با این حال، بخش‌هایی از کتب متاخر تنخ نظیر دانیال و عزرا-نحیما، به آرامی هستند. همچنین نقش‌نگاره‌های آن دوره نشان می‌دهند که الفبای آرامی نیز جایگزین الفبای عبریِ دورهٔ پادشاهی شده است. در منابع متاخرتر یهودی گفت شده که عزرای کاتب تورات را با حفظ متن اصلی عبری آن به الفبای جدید برگرداند. در کتاب نحمیا (نحمیا ‎۸:۱–۸) گفته شده وقتی عزرا تورات را به عبری قرائت می‌کرد، کسانی متن را به‌طور همزمان به آرامی ترجمه می‌کردند تا «قوم متوجه شوند.»

## پایان اسارت و بازگشت به اسرائیل

### فتح بابل توسط کوروش

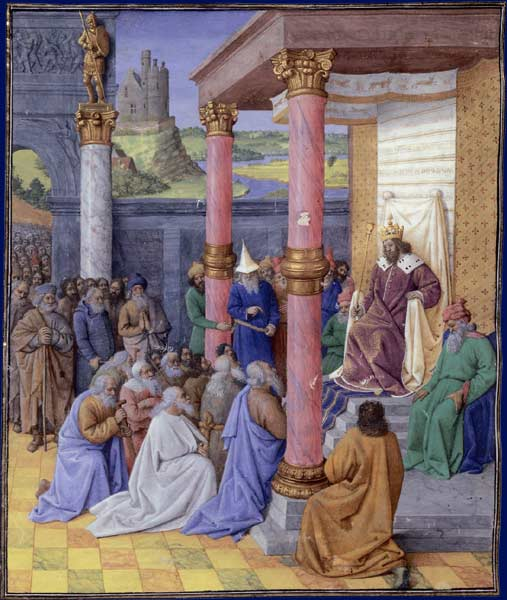
کوروش در بابل.

نبونعید، پادشاه بابل (۵۵۶–۵۳۹ ق‌م)، شهر خود را به مقصد صحرای عربستان ترک و آنجا برای ده سال به انزوا زیست. او ظاهراً کلدانی‌تبار نبوده و مردوک را هم پرستش نمی‌کرده است. در این زمان ولیعهدش بلشاصر بابل را اداره می‌کرد. حکومت یک خارجی که سِن را بر مردوک برتری داده بود و غیبتش باعث شده بود مراسم سال نوی مردوک در نبود پادشاه مختل شود، وی را میان کاهنان مردوک منفور ساخت. غیبت او همزمان شد با ظهور قدرت جدیدی از فلات ایران: کوروش کبیر (۵۵۹–۵۳۰ ق‌م). او که مناطق اطراف بابل را تا سال ۵۴۶ ق‌م فتح کرده بود، دیر یا زود به بابل نیز حمله می‌کرد. پیشگویی فتح بابل توسط او، در کتاب دانیال (محصول دورهٔ سلوکی) چنین آمده که در مجلس بزم بلشاصر، نوشته‌ای بر روی دیوار پدیدار شد که تنها یکی از اسرای یهودی به نام دانیال توانست آن را بخواند: خدا تصمیم گرفته حکومت را از بلشاصر گرفته، به مادها و پارسیان بدهد.
اخبار پیروزی‌های کوروش بر همسایگان بابل شوری میان اسیران یهودی برانگیخت؛ از باب ۴۰ به بعد کتاب اشعیا مکاشفه‌ای وجود دارد که به اشعیا، از انبیای اورشلیم در قرن هشتم ق‌م، نسبت داده شده، ولی توسط نویسندهٔ ناشناسی در بابل نوشته شده است. به همین دلیل امروزه آن را «اشعیای دوم» می‌نامند. اشعیای دوم کوروش را مسیح خداوند می‌نامد که یهوه بر کشیدش تا ملل را مطیع کند و از این طریق اسرائیل آزاد و اورشلیم بازسازی شود. «مسیح» لقب پادشاهان سلسله داوود بود و کاربرد آن در اینجا به معنی منجی بودن کوروش است. اشعیای دوم قوم خود را تسلی می‌دهد که خدا گناهانشان را بخشیده و آزادشان خواهد کرد تا از طریق بیابان به اسرائیل بازگردند (که شباهت غریبی به داستان سرگردانی بردگان اسرائیلی در بیابان تحت رهبری موسی دارد).
سرانجام، کوروش سپاه نبونعید را در دو نوبت به سال ۵۳۹ ق‌م شکست داد؛ او در امن و امان وارد بابل شد و صلح همگانی اعلام کرد. علاوه بر یهودیان، کاهنان مردوک هم از آمدن فاتح شادمان شدند: «مردوک به خوشی نظاره کرده اعمال نیک [کوروش] را و قلب راسخش را و او را خوانده تا به سوی شهر بابل رهسپار شود… بی هیچ جنگی قدم بر شهر بابل نهاد و بر بابل رنجی روا نداشت.» کتاب دوم تواریخ آزادی یهودیان و بازسازی معبد را چنین از زبان کوروش اعلام می‌کند: «یهوه خدای آسمان‌ها، تمامی ممالک زمین را به من داده است و او مرا امر فرمود که خانه‌ای برایش در اورشلیم که در یهوداست بنا نمایم. پس کیست میان شما از تمامی قوم او؟ یهوه خدایش همراهش باشد و برود.» همین فرمان با تفاوت اندکی در کتاب عزرا (‎۱:۲–۴) هم آمده است. ادبیات به کار رفته در آن با منابع رسمی هخامنشی یکسان نیست ولی روی هم رفته حرف مشابهی با منشور کوروش می‌زند، خاصه هر دو می‌گویند کوروش منتخبی الهی است و در منشور کوروش هم گفته شده او مردمان تبعیدی را به خانه‌هایشان برگرداند تا خدایان خویش را بپرستند. در واقع استوانهٔ کوروش مختص تمامی اسیران در بابل و بین‌النهرین است و هیچ اشاره‌ای به یهودا یا اورشلیم به‌طور خاص نشده است، اما سیاست کلی اجازهٔ بازگشت به تبعیدشدگان و بازسازی مکان‌های مذهبی را تأیید می‌کند.
فاصلهٔ میان تخریب اورشلیم و ورود کوروش به بابل ۴۸ سال است، اندکی کمتر از پیشگویی هفتاد سالهٔ ارمیا. کتب تواریخ برای اینکه پیشگویی ارمیا درست شود، دورهٔ تبعید را از آغاز سلطنت یهویاقیم (۶۰۹ ق‌م) محاسبه می‌کند. اشعیای دوم از ملل دیگر دعوت کرد بت‌پرستی را رها کنند و با یهودیان به اسرائیل بازگردند: «غریبانی که یهوه را پیروی می‌کنند… بندهٔ او بشوند… و عهد من [یهوه] را نگاه دارند. ایشان را به کوه قدس خود خواهم آورد و در خانهٔ عبادت خویش شادمان خواهم ساخت و قربانی‌های سوختنی و ذبایح ایشان بر مذبح من قبول خواهد شد، زیرا خانهٔ من به خانهٔ عبادت برای تمامی قوم‌ها مسمّی خواهد شد.» مشخص نیست واقعاً خارجیانی با دعوت این نبی همراه یهودیان راه اسرائیل در پیش گرفته باشند، ولی در هر حال از این نقطه می‌توان پنداشت که یهوه دیگر منحصر به اسرائیل نبوده است.
محققان معاصر دربارهٔ اینکه موج اولیهٔ بازگشت در زمان کوروش بوده یا داریوش؛ و اینکه فرمان کوروش چه مسائلی را در بر می‌گرفته اختلافاتی دارند. در واقع شاهد مستقلی بر روایت کتاب عزرا موجود نیست و در نسخهٔ آرامی فرمان کوروش از زمان داریوش در همین کتاب (۶:۱–۵) حرفی از بازگشت از بابل به میان نیامده است. کتاب عزرا دارای مشکلاتی است؛ مثلاً در ‎۱:۷–۱۱ می‌گوید تبعیدیان تحت رهبری شیشبصر راهی یهودا شدند، ولی در باب دوم همین کتاب که اسامی بازگشت‌کنندگان را نوشته، نامی از شیشبصر نبرده و رهبران سفر بازگشت، زروبابل و یوشع هستند. به نظر می‌رسد این کتاب ترکیبی از دو روایت جداگانه از بازگشت است: یکی تحت رهبری شیشبصر به سال ۵۳۸ ق‌م، دیگری تحت رهبری زروبابل در سال ۵۲۰ ق‌م. برای نویسندگان کتب حجی و زکریای نبی، بازگشت از تبعید و بازسازی معبد به سال ۵۲۰ ق‌م و در زمان داریوش روی می‌دهد. همچنین، منابع یهودی این دوره طرفدار ایرانیان هستند، نه بی‌طرف، و شاید خواسته باشند با انتساب فرمان به کوروش به حرمتش بیافزایند.
به نظر ماری لایث، کماکان آنچه عزرا به کوروش نسبت داده محتمل است، زیرا پادشاهان بین‌النهرین از شهرها (در این مورد، اورشلیم) با اهداف سیاسی پشتیبانی می‌کردند. نیز با سیاست مرسوم امپراتوری هماهنگ است: همان‌طور که کوروش برای یهودیان بندهٔ یهوه بود، داریوش خودش را به مصریان فرعون مصر علیا و سفلی می‌نمایاند. به عقیدهٔ راینر آلبرتس، از دو نسخهٔ فرمان کوروش، آنی که در ‎۱:۲–۴ کتاب عزرا آمده واقعی نیست، ولی نسخهٔ آرامی (۶:۱–۵) رنگ و بوی اسناد هخامنشی را دارد و حداقل بخشی از آن اصیل است. صحتش از آنجا مشخص می‌شود که این فرمان اجازهٔ تقدیم قربانی در اورشلیم را می‌دهد: چون در دین ایرانیان نذورات به درگاه خدایان حاوی کشتن حیوانات نبوده، این فرمان استثتناً این ممنوعیت را برای یهودیان لغو می‌کند. اینکه می‌گوید پادشاه هخامنشی هزینه بازسازی معبد را پرداخت می‌کند هم با توجه به حمایتشان از معابد خدایان دیگر ادعای قابل پذیرشی است. آلبرتس ولی انتساب فرمان به کوروش (۶:۳) را درست نمی‌داند و شاه مورد نظر را داریوش می‌داند، غیر از آن بخش که دربارهٔ پس دادن جواهرات معبد است؛ این باید عملی دوستانه از سوی شخص کوروش بوده باشد، کاری که کوروش در حق تندیس‌های خدایان دیگر هم انجام داده بود؛ شاید وقتی معابد بابل را بررسی می‌کردند تا تندیس‌ها را به معابد شهرهای اصلی بازگردانند، این جواهرات غیربابلی را هم به صاحبان اصلی‌اش که یهودیان بودند پس دادند. باب بکینگ معتقد است داریوشی که حامی اصلی بازسازی معبد بوده، در واقع داریوش دوم است.

### بازگشت به صهیون
سفر بازگشت به یهودا بس پر مخاطره بود؛ تبعیدیان باید از سویی املاک و مشاغل خود در بابل را رها می‌کردند و می‌رفتند و از سوی دیگر مشخص نبود بازماندگان در اورشلیم ادعای آنان بر دارایی‌های باستانی پدرانشان را بپذیرند. کتب عزرا و نحمیا گزارش می‌دهند که ۴۲٬۳۶۰ نفر از فرمان کوروش استفاده کردند و در سفری چهارماهه از کرانهٔ فرات راهی سرزمین اسرائیل شدند. باید به این افراد ۷٬۳۳۷ نفر برده را هم افزود (عزرا ۲:۶۴–۶۵). از آنجا که حدود بیست هزار نفر به بابل برده شده بودند، عدد عزرا خیلی بزرگ می‌نماید، خاصه اینکه باید آن را ضرب در سه کرد تا زنان و کودکان را هم در بر بگیرد. راینر آلبرتس آن را ساختگی و آمار جمعیت تمام جامعهٔ یهودی می‌داند؛ چون اکثریتشان در بابل ماندند، بازگشت‌کنندگان محتملا از ده هزار نفر بیشتر نبودند. اگر شمار زیادی به یهودا بازگشته بودند، باید خودش را در یافته‌های باستان‌شناسی دربارهٔ جمعیت نمود می‌داد که نداده است؛ رشد جمعیت یهودا در دورهٔ هخامنشی بسیار اندک بوده است. باب بکینگ معتقد است روند بازگشت تبعیدیان حداقل یک قرن طول کشیده است. همچنین به نظر می‌رسد میان کشفیات باستان‌شناسی از سرزمین یهودا در دورهٔ انتقال از سلطهٔ بابل به سلطهٔ هخامنشیان دربارهٔ زندگی عموم مردم تداوم وجود دارد. الواح الیهودو — که تا سال نهم سلطنت خشایارشا را پوشش می‌دهند — مشخص می‌کنند حتی زمانی که در دورهٔ هخامنشی دیوارهای اورشلیم درحال بازسازی بودند، کماکان جامعهٔ یهودی در حومهٔ بابل به حیات خود ادامه می‌داده است. آنان که در بابل ماندند اولین نمونهٔ یهودیان دور از وطن متعددی هستند که به‌طور دائم دور از سرزمین اسرائیل زندگی می‌کردند.
کتاب عزرا در روایت اولش رهبر تبعیدیان را شیشبصر می‌نامد. مشخص نیست این شیشبصر (اکدی: شماش ابه اوصور؛ «شماش حافظ پدر باشد») چه کسی بوده؛ کتاب او را «مردی به نام شیشبصر» توصیف می‌کند، به جای اینکه نام پدرش را ذکر کند. ممکن است او فردی بابلی بوده که از سوی کوروش یا از قبل به عنوان فرماندار یهودا منصوب شده بوده است. با توجه به اینکه تبعیدیان جواهرات قیمتی معبد را با خود داشتند، انتخاب یکی از مقامات معتمد دولت محتمل می‌نماید. کتاب عزرا (‎۵:۱۵–۱۶) می‌گوید شیشبصر کار بازسازی معبد را آغاز کرد. لیکن همین کتاب (‎۵:۱–۲؛ ۶:۱۴) و همچنین کتاب حجی آن را به زروبابل در تابستان ۵۲۰ ق‌م نسبت می‌دهند. این زمانی است که داریوش مشغول سرکوب شورش در مناطق مختلف امپراتوری بوده؛ نتیجتاً فرستادن گروهی بزرگی از یهودیان از بابل به یهودا و بازسازی معبدشان می‌تواند به عنوان بخشی از طرح داریوش برای حفظ سلطهٔ خود بر منطقه با تکیه بر وفاداری یهودیان تعبیر شود.
زروبابل نوهٔ یهویاکین و فرماندار رسمی هخامنشی بود. تبعیدیان تا بهار ۵۲۰ ق‌م بازگشتند. کتاب عزرا (۲:۱؛ ۳:۱؛ ۵:۱۶) از بازگشت‌کنندگان به عنوان «اسرائیل واقعی» نام می‌برد، زیرا اینان بودند که طعم قضاوت یهوه بر گناهکاران قبل از تبعید را چشیدند. باقی ساکنان، از اقوامِ دیگر سرزمین‌اند که اگر می‌خواهند به جامعه ملحق شوند باید خودشان را پاک کنند. زروبابل در بدو ورود کار بازسازی معبد را آغاز کرد، ولی با مقاومت‌هایی روبرو شد. کتاب حجی می‌گوید پیروان ارمیا معتقد بودند زمان بازسازی معبد هنوز فرا نرسیده است (‎۵۸۷ – ۷۰ = ۵۱۷). نیز بازگشت‌کنندگان سرپناهی نداشتند و برداشت محصول هم آن سال بسیار بد بود. ولی نهایتاً زروبابل با حمایت حجی و زکریای نبی موفق شد ساخت معبد را پیش ببرد. این وقایع احساسات مسیحایی و آخرالزمانی را نزد یهودیان و انبیاء مثل حجی و زکریا برانگیخت؛ زکریای نبی می‌خواست زروبابل را به عنوان شاه و یوشع را به عنوان کاهن اعظم با لقب «مسیح یهوه» بر تخت نشاند تا با در کنار خدا بر جهان حاکم شوند.
نهایتاً این انبیاء به مقصود خود نرسیدند. تا سال ۵۱۹ ق‌م داریوش شاهنشاهی هخامنشی را آرام کرده بود و تتنایی ساتراپ ماورای فرات را به اورشلیم فرستاد. زروبابل از جایگاهش خلع شد و زکریای نبی هم پیشگویی‌اش را پس گرفت. هیچ بعید نیست هخامنشیان حتی او را کشته باشند. با این حال داریوش ساخت معبد را تأیید کرد، هرچند دیگر ادارهٔ یهودا را به اعضای سلسلهٔ داوود نسپرد. البته کسانی هم در اورشلیم بودند که از خلع داوودیان استقبال کردند، خاصه کاهنان که در نبود پادشاه می‌توانستند مثل کاهنان بابلی خودمختار باشند. بازماندگان جدلیا نیز از سلسلهٔ داوود دل خوشی نداشتند. نهایتاً اینان با همکاری ایرانیان نظام جدیدی بر یهودا حاکم کردند: فرماندار هخامنشی در صدر و پس از او سه نهاد یهودی — شورای مشایخ، مجمع کاهنان و مجمع مردمی — قرار گرفتند. از آنجا که یهودا در شاهنشاهی هخامنشی مرزهای مشخصی با همسایگانش نداشت، برای حفظ هویت یهودی شجره‌نامه‌هایی که در بابل تهیه شده بود، برای اهالی یهودا نیز گرد آورده شدند و ازدواج با خارجیان نیز ممنوع شد.
به عنوان بخشی از شاهنشاهی هخامنشی، پادشاهی سابق یهودا به استان یهود مدینه («مدینه» یا «مدیناتا» کلمه‌ای است معادل با «استان») در دل ساتراپی عبر-ناری تبدیل شد. این استان که قلمرو کوچکتری را در بر می‌گرفت حدود ۳۰٬۰۰۰ نفر در قرن ۵ تا ۴ ق‌م جمعیت داشت. ساختار سیاسی جدید بسیار مطلوب یهودیان بود و تا پایان دوران هخامنشی کاملاً به آنان وفادار ماندند. ایرانیان نیز به نوبهٔ خود حمایت وسیعی از یهودیان کردند: بازسازی دیوارهای اورشلیم، کمک مالی سخاوتمندانه از خزانهٔ مرکزی به معبد یهوه، معافیت روحانیون یهودی از مالیات و دستور به تألیف تورات. بدین ترتیب معبد یهوه در کنار معابد آپولون در ماگنزی، مردوک در بابل و پتاح در ممفیس از معابدی بود که بیشترین حمایت را دریافت می‌کرد. البته مردم عادی یهودا باید مانند دیگر شهروندان امپراتوری مالیات سنگینی پرداخت می‌کردند. در طی ۱۵۰ سال بعد، یهودیه با بازسازی اورشلیم و توسعه مناطق اطراف شکوفا شد. اگرچه ایرانیان در برابر هر گونه تلاش یهودیان برای بازگرداندن سلطنت مقاومت کردند، اما به آنها اجازه دادند تا درجات بالایی از خودمختاری را تحت رهبری کاهن اعظم که قدرتش تا حدی توسط دادگاه و شورای عالی یهودیان سنهدرین و مجامع مردمی کنترل می‌شد، داشته باشند.

## پیامد

### ظهور توحید

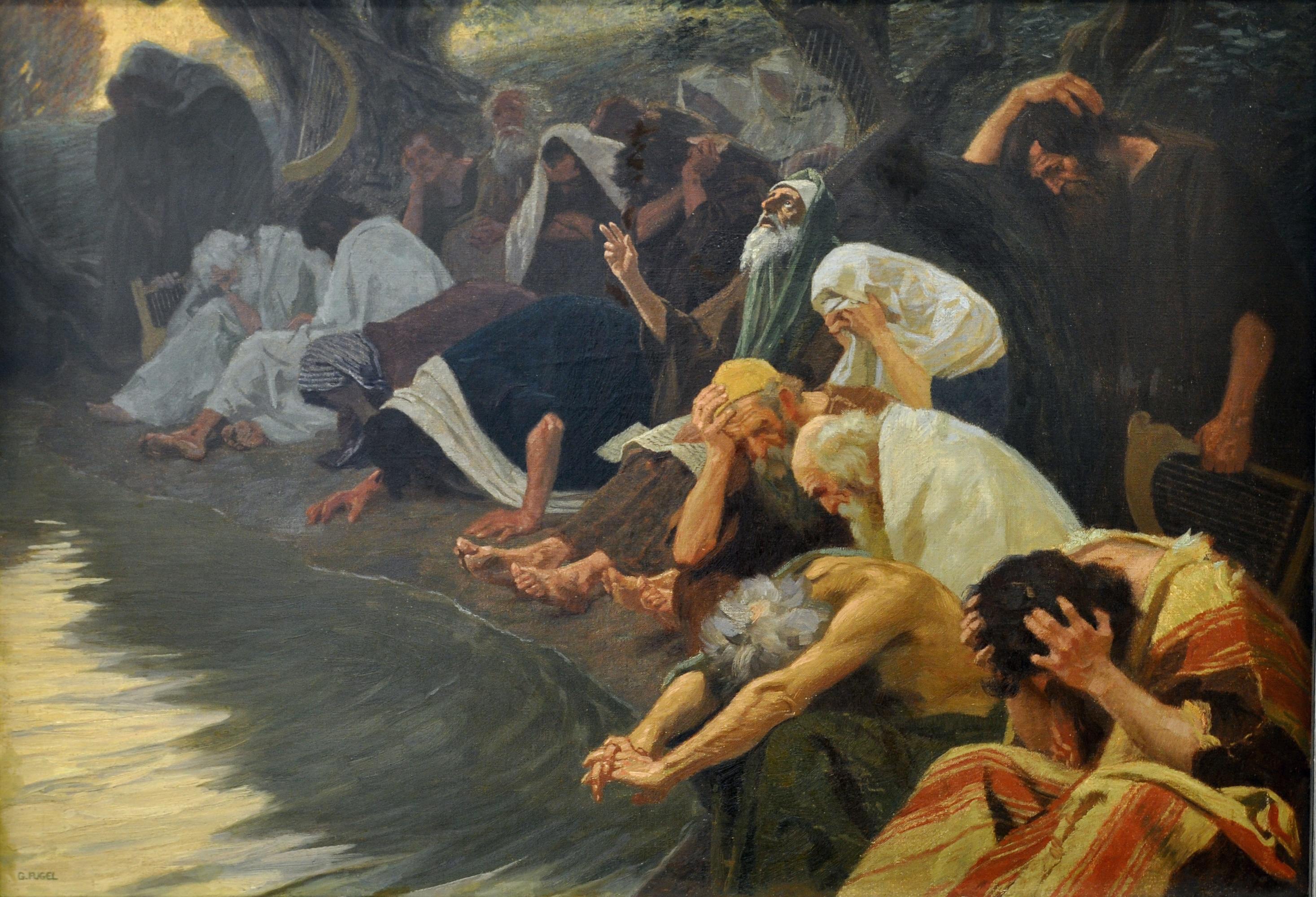
کنار رودهای بابل, اثر گبهارد فوگل، c. 1920؛ این نقاشی اشاره به مزمور ۱۳۷ دارد که می‌گوید نمی‌توان سرود یهوه را در زمین بیگانه خواند.

نظام دینی اسرائیل باستان در آغاز توحیدی نبوده است؛ مثلاً سلیمان مذبح‌هایی در فضای باز به نام «مکان‌های بلند» برای پرستش خدایان مختلفی مثل کموش، عشتروت و میلکوم بنا کرد که تا اواخر قرن هفتم ق‌م و اصلاحات دینی یوشیا باقی ماندند. در قرن نهم ق‌م الیاس، نبی یهوه، با انبیای بعل مبارزه کرد و پیروز شد؛ ۴۵۰ تن از انبیای بعل کشته شدند ولی تنخ حرفی از مجازات انبیای اشیره که در صحنهٔ نبرد حاضر هستند نمی‌زند (اول پادشاهان ۱۸:۱۹). به نظر می‌رسد نبرد میان یهوه و بعل برای ازدواج با اشیره است. اولین نشانه‌های تک‌پرستی از زمان الیاس نبی یا به احتمال بیشتر هوشع نبی (قرن هشتم ق‌م) که مخالف بعل بود پدیدار می‌شود؛ به عبارت ساده، این انبیاء وجود خدایان دیگر را تصدیق می‌کردند، اما معتقد بودند که مردمان اسرائیل و یهودا فقط باید یهوه را در معبد اورشلیم پرستش کنند. محققان تفکر اینان را «یهوه به تنهایی» می‌نامند. عاموس نبی که حدوداً ده سال قبل از هوشع زیسته و اولین نبی‌ای است که کتابش باقی مانده، چنین تفکری نداشته است. این گرایش تک‌پرستانه در بخش‌های قدیمی‌تر تورات و حتی ده فرمان موسی نیز دیده می‌شود؛ ده فرمان وجود خدایان دیگر را انکار نمی‌کند، بلکه فقط قوم اسرائیل را از پرستش آنان منع می‌دارد.
بسیاری از تبعیدیان، همین پیروان گروه «یهوه به تنهایی» و مقامات معبد بودند و با تبعیدشان مردم یهودا از بار رسومی که اینان تحمیل کرده بودند آزاد شدند. آنان به سنت‌های قدیمی خود برای پرستش یهوه بازگشتند: عبادت یهوه در خانه و مکان‌های بلند؛ و احتمالاً در کنار خدایان دیگر چون بعل و اشیره. ارمیا، اشعیای سوم (کتاب اشعیاء ۵۵–۶۶)، حزقیال، عزرا، نحمیا، حجی و زکریا همگی از گروه «یهوه به تنهایی» بودند که بارها مردم یهودا را بابت رسوم دینیشان سرزنش کرده‌اند. «کنعانیانِ معبد» که زکریای نبی (۱۴:۲۱) ذکر کرده، محتملا یهودیانی بودند که از شریعت تثنویِ یوشیا پیروی نمی‌کردند و هنوز نفوذشان را کاملاً در معبد و خدا از دست نداده بودند. با این حال، مسئلهٔ موجودیت خدایان و وجود یک خدای واحد، تا قبل از دورهٔ تبعید و بازگشت دغدغهٔ اقلیت کوچکی بوده است. در مزمور ۱۳۷ که متعلق به دورهٔ تبعید است، گفته می‌شود «کنار رودهای بابل نشستیم و گریه کردیم، چه صهیون را به یاد آوردیم… مگر توانم سرود یهوه را در زمین بیگانه خوانم؟» این مزمور به‌طور ضمنی یهوه را منحصر به سرزمین اسرائیل می‌داند و این پرستش را مطرح می‌کند که یهوه چگونه می‌تواند در سرزمینی دیگر دعای ایشان را بشنود. متونی از سیپار در دورهٔ هخامنشی یافت شده، نشان می‌دهد یهودیانی در جنوب بین‌النهرین، خدایان محلی را هم می‌پرستیدند. پژوهشگران اغلب اشعیای دوم از سال‌های پایانی تبعید را قدیمی‌ترین متن توحیدی تنخ محسوب می‌کنند: «من اوّل هستم و من آخر هستم و غیر از من خدایی نیست (۴۴:۶ کتاب اشعیاء).»
در زمان شاهنشاهی هخامنشی، بسیاری از ایرانیان باستان از مزدیسنا پیروی می‌کردند، دینی توحیدی که خدایی به نام اهورامزدا را می‌پرستید. دین زرتشتی فراتر از تک‌پرستی بود و اصرار داشت که فقط یک خدا برای پرستش وجود دارد. خواه این مفهوم از طریق زرتشتیان به یهودیت آمده باشد یا نه، این آموزه — معروف به یکتاپرستی — اکنون اصل اصلی یهودیت است. برخی از محققان می‌گویند که اندیشهٔ یهودیان توحید از تماس با زرتشتیان الهام گرفته شده است اما گروهی دیگر عقیده دارند که متفکران و انبیای یهودی حتی قبل از تبعید به مفهومی از خدای یگانه که فراتر از الوهیتی قومی بود، اشاره کرده‌اند. وقتی اسارت این متفکران را به فرهنگی بیگانه و جایی به دور از وطن تعیین شدهٔ الهی خود گرفتار کرد، لازم بود که ایدهٔ خود را از خدای قومی به خدایی جهانی‌تر گسترش دهند و مفهوم خدای واحدی که همه ملت‌ها در نهایت او را می‌پرستیدند، در میان تبعیدیان تکامل یافت. یکی از مهم‌ترین تفاوت‌های توحید یهودی و توحید زرتشتی این است که یهودیان خدای یگانه را به عنوان سرچشمه خیر و شر، نور و تاریکی، در حالی که زرتشتیان خدا را فقط به عنوان منبع خیر و شر را به عنوان یک اصل جداگانه در نظر می‌گیرند.
نیکولاس گیر، استاد فلسفهٔ دانشگاه آیداهو، در کتاب آبی الهیات می‌نویسد: «این ادعای سنتی که یهودیان در دوران اسارت بابلی از زرتشتیان یکتاپرستی را آموختند، با این واقعیت قابل مناقشه است که در آن زمان، توحید سخت زرتشت با اعمال چندخداپرستی در کتیبه‌های معروف داریوش یکم همخوانی ندارد. اگرچه تقریباً در هر سطر از این کتیبه‌ها، از خدای متعال اهورامزدا یاد می‌شود، با این حال دو بار نیز به «خدایان دیگر که هستند» اشاره شده است. آنچه یهودیان تبعیدی از ایرانیان باستان آموختند یکتاپرستی نبود، بلکه جهانی‌گرایی بود، اعتقاد به اینکه یک خدای واحد به‌طور جهانی حکومت می‌کند. این خدا نه تنها یهودیان، بلکه همهٔ کسانی که به خدا روی می‌آورند را نجات خواهد داد. این جهان‌شمولی تا قبل از اشعیای دوم که در خلال تبعید بابل و پس از آن نوشته شد، به صراحت ظاهر نشد. اسارت بابلی ضربهٔ بزرگی برای بسیاری از یهودیان بود، زیرا آنها از قلمروی الهی یهوه خارج شده بودند. عبرانیان اولیه بر این باور بودند که دعاهایشان در سرزمین بیگانه مستجاب نمی‌شود. فرشته‌شناسی پیچیدهٔ کتاب‌های متأخری مانند دانیال منشأ خود را در مزدیسنا دارد. فرشتگان کتاب‌های قدیمی‌تر تنخ لباس‌های یهوه یا یکی از خدایان تابع او بودند. ایدهٔ فرشتگان جداگانه تنها پس از تماس با دین زرتشتی ظاهر می‌شود.»
مورخان تثنوی — ویراستاران نهایی بخش‌های بزرگی از تنخ — تا آنجا رفتند که موجودیت خدایان دیگر را انکار کنند: «خدایانشان… خدا نیستند (دوم پادشاهان ۱۹:۱۸).» جنبش «یهوه به تنهایی» با فتوحات هخامنشی به اوج قدرت خودش رسید؛ کاهنان تثنوی که در دورهٔ تبعید توحیدشان حتی سختگیرانه‌تر شده بود، به عنوان متحد هخامنشیان به یهودا بازگشتند و بر دین یهودیان سلطه افکندند. کاهنان تثنوی احتمالاً هنوز هم میان مردم یهودا در اقلیت بودند، اما با جمع‌آوری و ویرایش اسناد قدیمی‌تر مطابق سلیقهٔ توحیدمحور خودشان آنچه امروزه تنخ — تورات، نوییم و کتوویم — نامیده می‌شود را شکل دادند. به همین دلیل است که اگرچه پرستش خدایان دیگر از بین نرفته بود، اما تنخ (تا حد زیادی) بازتاب تفکر تثنویان است.
با این حال، ریشهٔ تبعیدی توحید اسرائیلی مخالفانی هم دارد. ریچارد الیوت فرایدمن معتقد است در بخش‌های پیشاتبعیدی تنخ هم می‌توان چنین مطالبی یافت. او به‌طور مشخص به مزمور ۱۸:۳۲ اشاره می‌کند که ادبیاتی مشابه مطالب توحیدی دورهٔ تبعید و به خصوص اشعیای دوم دارد: «کیست خدا غیر از یهوه؟ و کیست صخره‌ای غیر از خدای ما؟» او می‌گوید انحصار تقدیم قربانی به خدایان به معبد اورشلیم در زمان شاه یوشیا، با هدف تحمیل توحید و انکار موجودیت خدایان دیگر انجام شده است: یهوه در این مکان زندگی می‌کند و قربانی فقط در اینجا تقدیم می‌شود، پس خدای دیگری غیر از یهوه وجود ندارد.

### تأثیر ایرانیان بر یهودیت

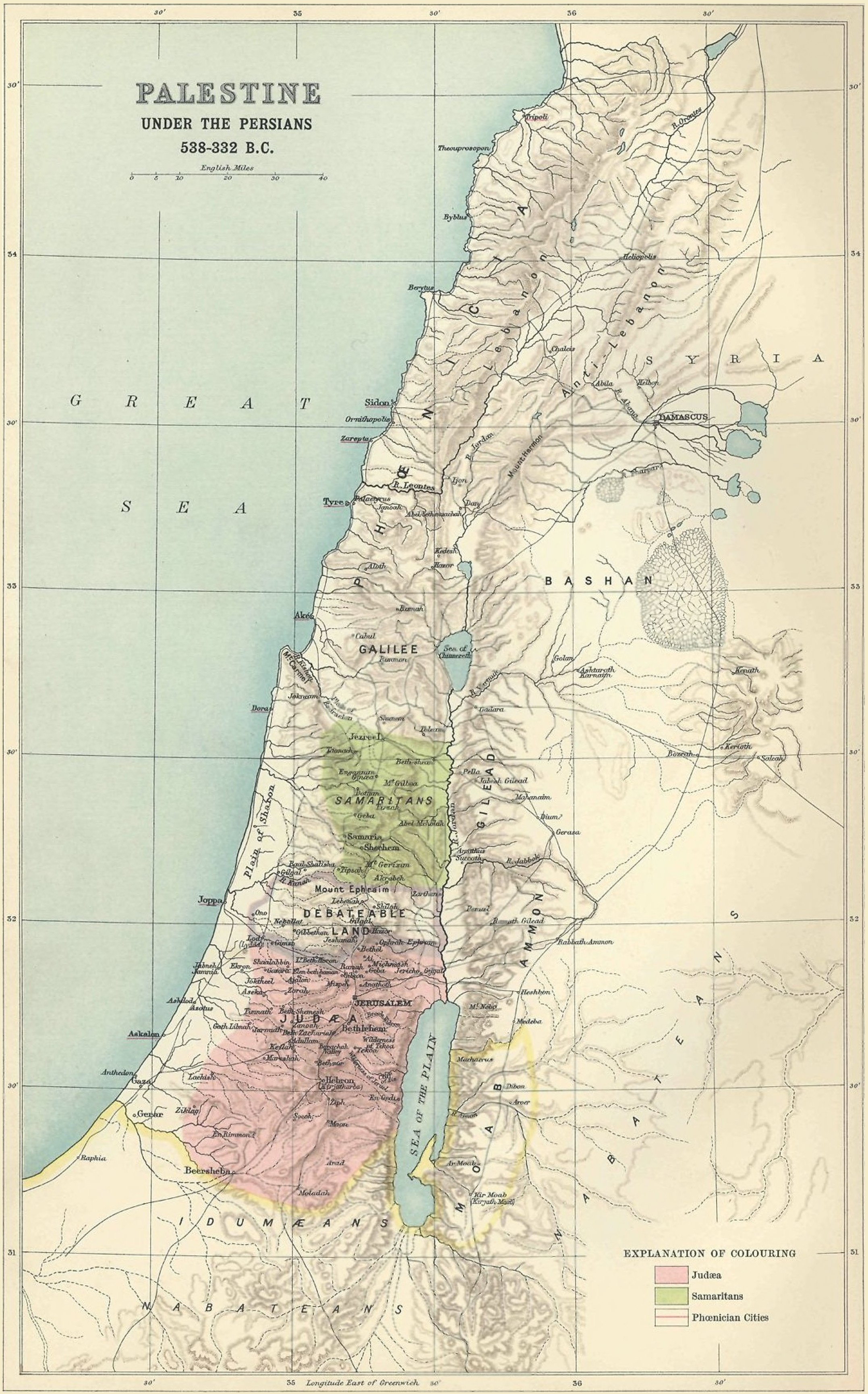
ایالت یهود مدینه (با رنگ صورت) تحت حکومت هخامنشیان. اورشلیم در این ایالت قرار دارد.

حدود ۵۳۹ تا ۳۳۱ قبل از میلاد به عنوان «دورهٔ ایرانی» در تاریخ یهودیت شناخته می‌شود. امروزه به‌طور فزاینده‌ای این دوره به عنوان عصری بسیار مهم و سازنده برای یهودیت و متون آن شناخته می‌شود. چارلز ای. کارتر، دانشیار مطالعات دینی در دانشگاه سیتون هال نیوجرسی می‌گوید نزد پژوهشگران «حس رو به رشدی وجود دارد که دورهٔ ایرانی نقطهٔ عطف تاریخ کتاب مقدس بوده است. تقریباً همهٔ محققان زمان ویراستاری، انتقال و حتی برخی منشأ بسیاری از کتاب‌های مقدس عبری را در دورهٔ ایران قرار می‌دهند. این ارزیابی‌های جدیدتر بر اهمیت محیط‌های اجتماعی و ایدئولوژیک در جامعهٔ پس از تبعید تأکید می‌کند.» اولین تماس مهم فرهنگ‌های یهودی و ایرانی در اواخر تبعید برقرار شد؛ تغییرات در تفکر یهودیِ پس از تبعید قابل تشخیص است. مشخص نیست که آیا این تغییرات حاصل نشستِ فرهنگی اندیشمندان یهودی و ایرانی یا ناشی از شوک تبعید بوده است، زیرا در طول تبعید، یهودیان مجبور بودند نه تنها نحوه عبادت خود، بلکه همچنین نحوهٔ تفکر در مورد خدا را نیز تغییر دهند. تصور پیشاتبعیدی در مورد یهوه — خدای محافظ قبیله‌ای — باید تحت بازنگری قرار می‌گرفت.
شاهنشاهی هخامنشی منطقه‌ای وسیع‌تر از ایران کنون را در بر می‌گرفت؛ دین زرتشتی تنها یکی از جنبه‌های مرتبط در میان سایر جنبه‌ها در این امپراتوری بود و منابع مربوط به فرهنگ، سیاست و ادیان ایران باستان بسیار گسترده‌تر از متون دینی زرتشتی هستند؛ اینها اسناد اداریِ معروف به بایگانی‌های اداری تخت جمشید، نویسندگان مختلف یونانی و لاتینی و مجموعه وسیعی از منابع باستان‌شناسی را شامل می‌شود. نفوذ و تأثیر ایرانیان بر یهودیت ممکن است معانی گوناگونی داشته باشد. در برخی موارد ممکن است متونِ ایران باستان وام گرفته شده و برای متون جدید یهودیت اقتباس شده باشد. در موارد دیگر، مفاهیم موجود یهودی ممکن است در راستای اندیشه‌های ایران باستان بازتفسیر شده باشد. در برخی دیگر، ایده‌های ایرانی ممکن است رد شده باشد و علیه آن استدلال شود. علاوه بر این، این احتمال وجود دارد که معنای متون کتاب مقدس حتی پس از نگارش آنها، توسط جوامع یهودی و مسیحی با استفاده از ایده‌هایی که در نهایت از ایرانیان گرفته شده بودند، دوباره تفسیر شده باشند.
شیطان
قبل از تبعید، شیطان فی نفسه موجودی مجزا نبود، بلکه یک کارکرد الهی بود که توسط خدایان تابع یهوه (فرزندان خدا) یا توسط خود یهوه استفاده می‌شد. مسئله‌ای باید باعث این تغییر شده باشد و داد و ستد مذهبی با ایران علت احتمالی آن است؛ بنابراین شیطان به عنوان نیرویی پلیدی جداگانه در تقابل مستقیم با خدا به احتمال زیاد از اعتقاد صریح زرتشتیان به چنین موجودی سرچشمه گرفته است. مفهوم شیطان با باورهای پیش از تبعید همخوانی ندارد. شکی نیست که مفهوم یک اصل شیطانیِ جداگانه به‌طور کامل در گاهان زرتشت (حدود ۱۰۰۰ ق‌م) توسعه یافته است. اهریمن اصلی به نام دروج (دروغ) ۶۶ بار در گاهان ذکر شده است. کاهنان یهودی نیز در معرض متون اوستایی — که در آن «اَنگِرِه‌مَینیو» مکرراً ذکر شده — بودند. هیچ مدرکی وجود ندارد که یهودیان در تبعید تصوری از شیطان به عنوان یک اصل شیطانی جداگانه را با خود از سرزمینشان آورده باشند.
فرجام‌شناسی یهودی
هیچ اصطلاحی برای مفهوم آخرالزمان در تنخ وجود ندارد و تحولات اصلی در زمینهٔ اعتقادات یهودیان به آخرالزمان و رستاخیز از زمان تبعید به بابل و قرون پس از آن رخ داده است. این را به خصوص می‌توان در کتب حزقیال، اشعیای دوم و سوم، حجی، زکریا، میکاه، یوئیل و نهایتاً دانیال دید. اولین اشارهٔ صریح به رستاخیز در متون عبری، «وادی استخوان‌های خشک» در کتاب حزقیال (۳۷:۱–۱۴) مربوط به حدود ۵۳۹ ق‌م است که بازگشتِ یهودا را به پوشانیده شدن گوشت بر تن مردگان تشبیه می‌کند. بعداً در کتاب دانیال تاریخ به دورهٔ پادشاهی‌های مختلف تقسیم شده است که تفکری زرتشتی است.
در دین زرتشتی اهورامزدا، خدای متعال، به همهٔ انسان‌ها اختیار می‌دهد تا بین خیر و شر یکی را انتخاب کنند. زرتشت شاید اولین کسی باشد که فردگرایی اخلاقی را موعظه کرده است. اولین نبی عبری که به صراحت در مورد مسئولیت اخلاقی فردی صحبت می‌کند، حزقیال است. تا آن زمان، چنین نبود؛ مثلاً تاوان گناهان پدران را پسران می‌دادند (نظیر خروج ‎۲۰:۱–۲).‏
منجی
همچنین تصور می‌شود که ایده یهودیان در مورد منجی آینده یا مسیحا، تحت تأثیر دین زرتشتی بوده است. در بخش دوم کتاب اشعیا، که احتمالاً در دوران تبعید نوشته شده است، این نبی از نجات دهنده‌ای صحبت می‌کند که برای نجات یهودیان می‌آید. این شبیه است به «سوشیانت» در گاهان زرتشت که لقبی برای خود زرتشت است.
بهشت و جهنم
هیچ مفهوم بسط یافته‌ای دربارهٔ بهشت و جهنم در تنخ وجود ندارد؛ مردگان به مکان تاریکی به نام شئول می‌روند که در آن نه زنده هستند و نه مرده، چه خوب بود باشند، چه گناهکار. موجودات آنجا چنان ناچیز هستند که خدا آنها را نمی‌شناسد. این دنیای مردگانی است مشابه همسایگان اسرائیل در کنعان، یونان، بین‌النهرین و مصر. شئول حتی می‌تواند نام خدای مرگ باشد، مانند هادس و موت. حنا شاپیرو، زرتشت‌شناس و استاد دانشگاه جرج میسون، می‌نویسد «به نظر می‌رسد که ایده‌های اصلی بهشت و جهنم آتشین مستقیماً از تماس اسرائیلیان با دین ایرانیان باستان نشات می‌گیرد. پس از تبعید است که ایدهٔ زندگی پس از مرگ، با پاداش‌های بهشتی برای نیکی و مجازات جهنمی برای شر، در یهودیت ظاهر می‌شود.» در دین ایرانی، جهان صحنهٔ نبرد ابدی آفریدگان شر و آفریدگان نیک است. چنین دیدگاهی می‌توانست برای یهودیان که از نابودی مملکتِ قوم یهوه و ناتوانی خدا سردرگم شده بودند، روشن کند چرا از بابلیان شکست خوردند و به تبعید برده شدند: اسارت، مجازات یاری رساندن به آفریدگان شر بوده که انبیایشان بارها نسبت به آن هشدار داده بودند.
جان پلت، محقق کتاب مقدس، یادآوری می‌کند که «ساکنان شئول هرگز روح (نفش) نامیده نشده‌اند. ادعاهای مربوط به معادشناسی پیچیده در مزمور ۵۸ هم قابل پشتیبانی نیست. داوری شریران ممکن است باز به دلیل تأثیرات ایرانیان باشد، زیرا اکثر محققان تاریخ نگارش این بخش از مزامیر را پس از تبعید می‌دانند. اما حتی اگر قبل از تبعید باشد، میچل داهود به اندازهٔ کافی مدارک مشابهی در متون اوگاریتی یافته تا امکان بررسی تطبیقی را فراهم کند، هیچ اشارهٔ صریحی به آخرین داوری یا پایان جهان در آن‌ها وجود ندارد. مجازات شریر می‌تواند به همان اندازه دنیوی باشد که اخروی. مجازات در همین دنیا قطعاً با توجه به زمینهٔ کلی تفکر عبری اولیه ترجیح داده می‌شود. قضاوت آتشین و جاودانگی ذکر شده در مزمور ۲۱ (۹–۱۰) نیز برای اثبات معادشناسی پیچیده در مزامیر استفاده شده است. میچل داهود به تفسیر صحیح این قسمت‌ها کمک می‌کند. تشابه‌ها دین کنعانی نشان می‌دهد که خدا تنها پادشاه را جاودانه می‌کند نه دیگر انسان‌ها. به علاوه، کسانی که سوزانده می‌شوند، دشمنان پادشاه هستند، نه همهٔ شریران و کورهٔ سوزان احتمالاً دهان یهوه است و نه جهنم سوزان.» رابرت کارول شباهت‌هایی میان گاهان زرتشت و باورهای یهودی دربارهٔ زندگی پس از مرگ می‌بیند. واژهٔ عبری پردس در اصل از پردیس در زبان فارسی آمده است. خدا، مار و آدم و حوا در سفر پیدایش در «باغ عدن» ساکن هستند، نه بهشتی به نام «پردیس». بهشت به عنوان مسکنِ نور در ادبیات یهودی تا کتاب‌های متأخری مانند خنوخ و مزامیر سلیمان دیده نمی‌شود.
مسیحیت، شاخه‌ای از همین یهودیت آخرالزمانی متأثر از ایرانیان بوده است و نبرد کیهانی خیر و شر در عهد جدید هم دیده می‌شود. دیدگاه‌های مرسوم مسیحیانِ بعدی در ربط با بهشت و جهنم ریشه در عهد جدید ندارد. با این حال، اهمیت آن دسته از اعتقادات یهودیت که بیشتر مدیون دین زرتشتی است — مانند فرشتگان، شیاطین، بهشت و جهنم، و آخرالزمان — اهمیت خود را در طی قرون آتی میان یهودیان از دست دادند و دیگر در جریان اصلیِ یهودیان مورد تأکید قرار نمی‌گیرند، اگرچه همچنان ادامه دارند و در میان فرقه‌هایی مثل یهودیت حسیدی زنده هستند.

### جدایی یهودیان و سامریان
سامریان قومی هستند که اغلب ریشه در سامره (پایتخت پادشاهی اسرائیل) دارند، خودشان را «بنی اسرائیل» می‌نامند و شریعتشان برگرفته از تورات سامری است. در روایت یهودی (دوم پادشاهان ۱۷ و تاریخ یوسف فلاوی) از پیدایش این قوم — که با روایت خود سامریان متفاوت است — آنان خارجیانی توصیف شده‌اند که امپراتوری آشور جایگزین تبعیدیان اسرائیل شمالی کرد و کاهنی اسرائیلی دین خدای سرزمین را به ایشان تعلیم داد. بعداً (کتاب عزرا ۴) در روایت بازگشت از تبعید بابلی، گفته شده زروبابل و بزرگان یهودی پیشنهادهای ساکنان محلی (سامریان و دیگران؛ به نام ذکر نشده‌اند) برای کمک به بازسازی معبد اورشلیم را رد کردند؛ بنابراین سامریان با ساخت معبد (۴:۴–۵، ۲۴) و دیوارهای اورشلیم (۴:۱۷–۲۳) مخالفت ورزیدند. از آنجا که زکریا و حجی نبی فقط به اختلاف بر سر دیوارهای اورشلیم اشاره کرده‌اند، محتمل است اختلاف بر سر معبد الحاقی متاخر به کتاب عزرا بوده باشد. پاپیروسی از قرن پنجم ق‌م موجود است که در آن کاهنان یهودی و سامری درخواست کمک برای ساخت معبدی کرده‌اند؛ لذا تمایز میان دو گروه حداقل از این زمان روشن بوده است. با این وجود، ازدواج مختلط بین این دو قوم رخ می‌داده است؛ مطابق روایت کتاب عزرا (۷–۹) در سال ۴۵۸ ق‌م، عزرای کاهن با حمایت اردشیر پادشاه هخامنشی از بابل راهی اسرائیل شد تورات را به عنوان شریعت استان یهود برقرار سازد. عزرا کنعانیان و مردمان دیگری (البته نامی از سامریان نبرده) را از جامعهٔ یهودی مستثنی می‌کرد و دستور داد مردان یهودی از زنان غیریهودی خود طلاق بگیرند. این اخراج ده‌ها زن غیریهودی و فرزندانشان را به موجب شد.
از جمله مهم‌ترین تفاوت‌های بین سامری‌ها و یهودیان، اختلاف بر سر مکان سکونت خداست؛ یهودیان کوه صهیون در اورشلیم و سامریان کوه گریزیم در نزدیکی شکیم (امروزه در مجاورت شهر نابلس) را مکان منتخب خدا می‌دانند. پس از تبعید بابلی، سامریان معبدی در کوه گریزیم ساختند. تاریخ ابوالفتح — منبعی اصلی تاریخ سامریان، تألیف قرون وسطی — می‌گوید شنبلات، رهبر تبعیدیان سامری در بابل، حتی قبل از بازگشت هم با زروبابل بر سر مکان معبد جدید اختلاف داشت و داریوش طرف شنبلات را گرفت. محققان معاصر معتقدند این معبد در ۳۸۸ ق‌م یا زمان یونانیان ساخته شد. امروزه سامریان معتقدند که هیچ‌یک از گرایش‌های مذهبی بابلی که در دین یهودیان موجود است — مانند موجوداتی از نوع فرشته که در کتب حزقیال، ایوب، جامعه، غزل غزل‌های سلیمان و آخرالزمان‌بینی خنوخ دیده می‌شود؛ و نیز مفهوم زرتشتی مبارزهٔ خدا و دشمن کیهانی او (شیطان) — در دین آنها جای ندارد. سامریان همچنین اعیاد یهودی پس از تبعید مانند پوریم و حنوکا را رد می‌کنند. سامریان معتقدند که حتی قبل از تبعید، پادشاهی جنوبی یهودا با اصرار بر پرستش یهوه در معبد اورشلیم و انکار اعتبار معبد شمالی در کوه گریزیم دچار گناه بزرگی شد.

## ادبیات تبعیدی
ای یهوه آنچه بر ما رفت به یادآور و ملاحظه کن، عار ما را ببین.

میراث ما از آنِ غریبان و خانه‌های ما سهم اجنبیان گردیده است.

ما یتیم و بی‌پدر شده‌ایم و مادران ما مثل بیوه‌ها گردیده‌اند.

آب خود را به نقره می‌نوشیم و هیزم ما به ما فروخته می‌شود.

تعاقب‌کنندگان ما به گردن ما رسیده‌اند و خسته شده، راحت نداریم.

کتاب مراثی باب ۵، از دورهٔ تبعید
سقوط یهودا به‌طور قابل توجهی — به جای اینکه باعث نابودی یهوه‌پرستی بشود — سبب شکل‌گیری انبوهی از آثار دینی و ادبی در دورهٔ تبعید شد. چون نهادهای سیاسی و دینی اسرائیل از بین رفته بودند، شمار زیادی از متکلمان غیررسمی دیدگاه‌های متفاوت خودشان را مکتوب کرده‌اند. اکثر اینان از منابع ادبی دورهٔ قبل از تبعید بهره برده‌اند. این آثار را می‌توان در پنج گروه مرثیه، ادبیات ترکیبی، پیشگویی نجات، پیشگویی علیه ممالک خارجی و مواعظ دسته‌بندی کرد. مرثیه‌خوانی قبل از تبعید روش مرسوم عبادت جمعی در زمان‌هایی مثل جنگ و قحطی بود. کتاب زکریا (‎۷:۲–۷ و ‎۸:۱۸–۱۹) نشان می‌دهد که در تمام دورهٔ تبعید به‌طور سالانه چهار مرتبه مرثیه‌خوانی انجام می‌شده است. احتمالاً در یهودا نیز در ویرانه‌های معبد چنین عبادتی برقرار بوده است. هشت مرثیهٔ جمعی از تنخ را می‌توان به روشنی از عصر تبعید دانست: مزامیر ۴۴؛ ۶۰؛ ۷۴؛ ۷۹؛ [۸۰؛ ۸۳]؛ ۸۵؛ ۸۹؛ کتاب مراثی ۵؛ کتاب اشعیا ۶۳:۷–۶۴:۱۱.
مزمور ۷۷ به نظر ترکیبی از سرود و مرثیه است؛ شاعر عشق خدا به اسرائیل در گذشته را با وضعیت فعلی آن مقایسه می‌کند و می‌پرسد آیا خدا دیگر مرحمت نشان نخواهد داد؟ مراثی ۳ نیز نمونهٔ دیگری از ادبیات ترکیبی است. دستهٔ سوم را می‌توان پیشگویی رستگاری در آینده دانست. پیشگویی‌ها نیز در دورهٔ قبل از تبعید وجود داشتند، اما حداقل از قرن هشتم ق‌م فاجعه را وعید می‌دادند. در زمان تبعید، اکثر پیشگویی‌ها — اثر نویسندگان ناشناس — با محوریت وعدهٔ رستگاری است. کتاب حزقیال ۳۴–۳۹ نمونه‌ای از آن است و خبر از بازسازی اورشلیم می‌دهد. اصطلاح «نترس» در بسیاری از این‌ها (مانند ۴۱:۸–۱۳، ۱۴–۱۶؛ ۴۳:۱–۴، ۵–۷؛ ۴۴:۱–۵ در کتاب اشعیاء) به چشم می‌خورد. همین اصطلاح «نترس» در پیشگویی‌های بابلی هم رایج است، ولی نسخه‌های بابلی خطاب به شاهان و ملکه‌ها هستند، نه تمام قوم. دستهٔ چهارم پیشگویی سقوط ممالک خارجی است؛ مثلاً ۲۶:۷–۱۴ در کتاب حزقیال خبر از نابودی صور در حملهٔ بابل می‌دهد. کتاب حبقوق نبی ترکیبی از آثار نبوی و مرثیه است. بخش اعظم این کتاب در سال‌های پایانی تبعید شکل گرفته و قضاوت بابل توسط یهوه را پیشگویی و در عین حال، از سکوت خدا گلایه می‌کند. دستهٔ پنجم که برخلاف مواردی قبلی به نثر است، مواعظ هستند؛ اغلب گروهی را به صورت دوم شخص جمع خطاب قرار می‌دهند و مواردی چون هشدار و بشارت را در بر می‌گیرند. کتاب عاموس ۴:۴–۱۳ مثالی از این مواعظ تبعیدی است.
شمار زیادی از کتب تنخ در دورهٔ تبعید تألیف شدند یا گسترش پیدا کردند. دستهٔ اول ادبیات نبوی و کتب انبیاست. از آنجایی که در کتب انبیاء خبر از قضاوت هولناک الهی داده شده بود، تفسیر واقعه تا حد زیادی با پذیرش و تفسیر میراث ادبی انبیای هشدار دهندهٔ قبل از تبعید (هوشع، عاموس، میکاه، صفنیا و ارمیا) انجام شد. علاوه بر این، انبیای بشارت‌دهندهٔ عصر تبعید نیز آثار ادبی خود را آفریدند، گاه با الحاقات به انبیای هشداردهنده مثل ارمیا، گاه در آثار کم و بیش مستقل (حزقیال، اشعیای دوم). دستهٔ دوم، ادبیات روایی و تاریخی هستند که به روشنی در دورهٔ تبعید گسترش زیادی پیدا کرده‌اند. یهودیان در سایهٔ تهدید از دست دادن هویت خود، روایات بنیادیشان را مجدداً تفسیر و در آثار ادبی بزرگ‌تر (داستان غربت ابراهیم، اسحاق و یعقوب؛ داستان موسی و سرگردانی در بیابان) ادغام کردند. اسرائیل که دولتش را از دست داده بود، حال تبدیل شده بود به خانواده‌ای بزرگ. در این زمان، از داستان‌های ابراهیم و یعقوب برای تحکیم هویت اسرائیلی استفاده کردند، چه اسرائیل در زمان آنان نیز دولتی نداشت و تنها از یک خانواده تشکیل شده بود. مثلاً وعدهٔ تولد اسحاق به ساره و ابراهیم (پیدایش ۱۸:۱–۱۵) و کمک یهوه به یعقوب در طول سفرهایش (پیدایش ۲۸:۲۰؛ ۳۱:۵، ۴۲) را می‌توان از داستان‌هایی محسوب کرد که در دورهٔ تبعید شکل گرفته‌اند؛ این داستان‌ها عملاً پیامی مستقیم به تبعیدیان هستند و به ایشان امید می‌دهند. به ابراهیم تا قبل از تبعید اصلاً در خارج از تورات هیچ اشاره‌ای نشده است، ولی انبیای تبعیدی مثل اشعیای دوم و حزقیال بارها از او یاد کرده‌اند. اولین کتاب تاریخ اسرائیل نیز در همین دوره نوشته شد که از ورود به کنعان تا تبعید را در بر می‌گیرد – این اثر ناشناس امروزه «تاریخ تثنوی» نامیده می‌شود و محتوایش در کتب مختلف تنخ پخش شده است. به گفتهٔ آلبرت راینر، تاریخ تثنوی قدیمی‌ترین کتاب تاریخی موجود در جهان است.

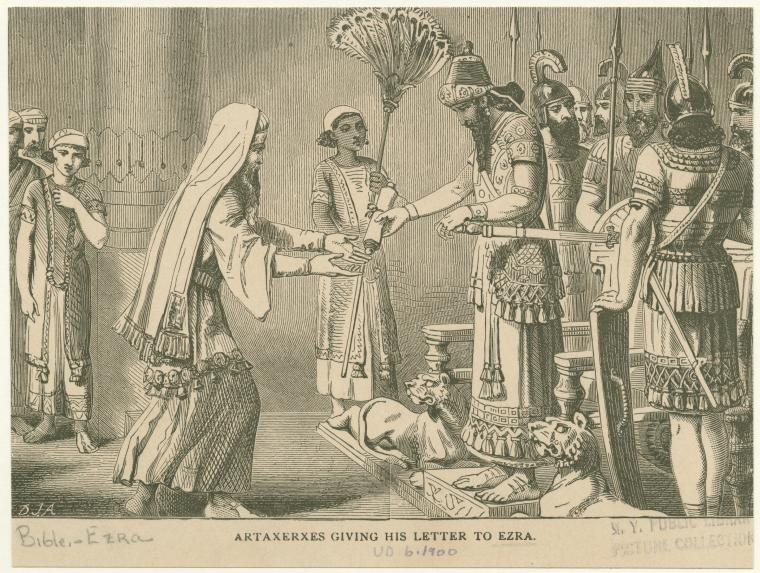
اهدای منشور از طرف پادشاه هخامنشی اردشیر یکم به عزرا

برخی مورخان اولین نسخهٔ تورات را هم محصول دورهٔ تبعید دانسته‌اند. راینر آلبرتس اما معتقد است تورات به دورهٔ هخامنشی و خاصه قرن پنجم ق‌م تعلق دارد. البته منظور این نیست که تمام مطالب تورات در چنین زمانی از ابتدا نوشته شده است. واضح است که در قرون قبل داستان‌ها، قوانین، شجره‌نامه‌هایی وجود داشت که شاید حتی به صورت مکتوب در گردش بودند. اما در این دوره، یعنی قرن پنجم قبل از میلاد است که این رشته‌های متنوع به هم تنیده شدند تا یک کتاب واحد یا در این مورد، یک کتاب پنج قسمتی، تورات ایجاد شود. شباهت زیادی میان سفر لاویان در تورات و کتاب حزقیال دیده می‌شود. متاخرترین مرحلهٔ عمده در تدوین سفر پیدایش، ترکیب نوشته‌های قدیمی‌تر دربارهٔ آفرینش بشر، طوفان نوح و نیاکان اسرائیل با داستان‌های مشابه در متون کاهنان اسرائیل بوده است. احتمالاً این اتفاق در دوران پس از تبعید رخ داده است. تلفیق روایات موازی در پیدایش (و باقی کتب تورات) منجر به تورات کنونی شد که جامعهٔ تبعیدی و غیرتبعیدی می‌توانست گرد آن متحد شود.
داستان تبدیل تورات به متن محوری شریعت یهود در کتاب عزرا آمده است؛ این کتاب می‌گوید اردشیر یکم، پادشاه هخامنشی، عزرا کاهن و کاتبی در شوش را به همراه تعداد قابل توجهی از خانواده‌های یهودی به اورشلیم فرستاد تا شریعت موسی را تثبیت کنند. رهبران یهودی در سال ۴۴۴ ق‌م به عهد و پیمانی پیوستند که تورات را به شریعت جامعه تبدیل کرد.

## در ادیان

### یهودیان
برای بسیاری از نویسندگان یهودی دورهٔ هلنیستی، زندگی در خارج از سرزمین اسرائیل — خواه به اختیار، خواه به اجبار — نوعی کفاره یا مجازات الهی به حساب می‌آمده است، زیرا در تنخ بنی اسرائیل با حملهٔ آشور و بابل مجازات شده بودند. یوسف فلاوی — نظر به نبود اطلاعات تاریخی دربارهٔ زندگی یهودیان در بابل — تلاش کرده این دوره را در کتاب تاریخ باستان یهودیان خود با استفاده از منابع دیگر مثل آثار بروص روایت کند. او تبعید به بابل توسط هخامنشیان [کذا؛ او هخامنشیان را  بابلی‌ها اشتباه گرفته] را با مهاجرت اختیاری یهودیان به مصر در زمان اسکندر مقدونی مقایسه کرده و شیشبصر را همان زروبابل دانسته است. با توجه به اینکه جوامع مختلف یهودی در سراسر امپراتوری‌های هخامنشی، یونانی و رومی وجود داشتند، محتمل است برخی از این جوامع یهودی در دورهٔ معبد دوم روایت «تبعید و بازگشت» که توسط بازگشت‌کنندگان از بابل بر تنخ و یهودیت تحمیل شده بود را نپذیرفته باشند و این تنها دیدگاه فرقهٔ متمرکز بر معبد در اورشلیم بوده باشد. همچنین بخش بزرگی از ادبیات دورهٔ معبد دوم روایت تبعید را پذیرفته‌اند، ولی بازگشت را نه؛ در این منابع چنان نمایانده شده که اسرائیل قرن‌هاست در تبعید است و تنها با بازگشت مسیحا اوضاع تغییر می‌کند. در عهد دوازده شه‌پدر، از اسفار مشکوک محصول قرن دوم میلادی، پسران یعقوب نابودی معبد، تبعید به بابل و بازگشت را پیشگویی می‌کنند و دلیل نابودی یهودا را غصب الهی می‌دانند. الحاقات به نسخهٔ یونانی کتاب ارمیا نیز به‌طور مشابهی اسرائیلیان را بابت اعمالی که تبعید را بر ایشان نازل کرده سرزنش می‌کند. ادراک منابع قمران از تبعید بسیار با عزرا-نحیما متفاوت است و تبعید را وضعیت دائمی یهودیان می‌دانند.
بخش بزرگی از هویت یهودی با مفهوم גָּלוּת (گالوت، «تبعید»، «دوری از وطن» یا «در جای اشتباه بودن») تعریف می‌شود؛ اسارت بابلی یکی از این تبعیدهاست. این واقعه در زمان خودش بخشی از این مفهوم نبوده چون هنوز استثنا محسوب می‌شده و تبعیدیان بعد از نیم قرن به سرزمین اسرائیل بازگشتند. بعدها با نابودی اورشلیم و کشتار یهودیان در زمان رومی‌ها بین سال‌های ۷۰–۱۳۵ اصطلاح گالوت به شرحی برای توصیف وضعیت و رنج یهودیان تبدیل شد. گالوت تبعیدهای اسطوره‌ای مثل رانده شدن آدم و حوا از باغ عدن را نیز در بر می‌گیرد. به عنوان مثال، شعری قرن نوزدهمی به زبان آلمانی به نام «یهودا بن هلوی» (اشاره به شاعری یهودی در اندلس) از هاینریش هاینه با نگاهی به اسارت بابلی به وضعیت وقت یهودیان و نبود راه نجاتی پرداخته است. دو بخش اول این شعر واقع استقبالی از مزمور ۱۳۷ («کنار رودهای بابل نشستیم…») است.
کنار رودهای بابل نشسته بودیم/و گریستیم، چنگ‌هایمان/به درختان گریان بید آویخته بودند/آن ترانهٔ دیرین را خاطرت هست هنوز هم؟ /آن نغمهٔ دیرین را/که در آغاز با اندوه بسیار/ناله می‌کند و زمزمه می‌کند، به سان قوری/جوشان بر روی شعله را خاطرت هست هنوز هم؟ /از زمان‌های دور، از هزاره‌ها پیش/می‌جوشد در من. غمی تاریک!/و زمان می‌لیسد زخمم را/چنان‌که زخم‌های ایوب را سگ/ای سگ، سپاسگزارم از آب دهانت/لیک تنها می‌تواند مرحمی باشد/چه مرا فقط مرگ درمان است/اما دریغ که من جاویدم!

### مسیحیت
در عهد جدید مسیحی، تبعید به بابل نقطهٔ عظیمی در تاریخ خدا و قومش هستند که حالا با عیسی به اوج می‌رسد. کتب عهد جدید مثل اعمال رسولان (۷:۴۳) و انجیل لوقا (۲۱:۲۳–۲۴) این واقعه را کهن‌الگوی قضاوت اسرائیل توسط خدا می‌دانند که باری دیگر بر سر اورشلیم سایه افکنده و تهدیدش می‌کند. آنچه در ۷:۴۳ اعمال رسولان آمده، در واقع نقل قول از ۵:۲۷ در کتاب عاموس است، ولی عاموس حرفی از بابل به میان نیاورده و اشاره به اسارت بابلی ابتکار نویسندهٔ خود اعمال رسولان است؛ محتمل است او تبعید به بابل را مجازاتی برای گمراهی قوم می‌دیده، یا اینکه منظور از «بابل» در واقع «روم» است که نامش را صراحتاً ذکر نکرده است.
اوریجن، از پدران بزرگ و اولیه کلیسا، در موعظه اندر رحمت و مجازات الهی، اسارت بابلی را مثال می‌زند که خدا برای اینکه اورشلیم را مجازات نکند، ارمیا را نزد ایشان فرستاد تا توبه کنند. اوریجن سپس رو به مخاطب می‌کند و به‌طور استعاری می‌گوید «اگر ما نیز گناه کنیم، توسط نبوکدنصر و بابلی‌ها به اسارت برده شده، شکنجه روحی می‌شویم.» روپرت دوئتسی، مفسر مسیحی قرن دوازدهم، می‌گوید معبد اورشلیم نابود و بازسازی شد و این بشارت آمدن کاهن جدید [عیسی] است که در کتاب زکریا اعلام شده است.
تبعید یهودیان در بابل به ضرب‌المثلی مسیحی تبدیل شده است؛ مثلاً، در بین سال‌های ۱۳۰۹ تا ۱۳۷۶ مرکز کلیسای کاتولیک از رم به اوینیون در فرانسه منتقل شد. عهد غیبت پاپ‌ها در رم «اسارت بابلی پاپی» توصیف شده است. همچنین مارتین لوتر، آغازگر اصلاحات پروتستانی در قرن شانزدهم، در کتاب اندر اسارت بابلی کلیسا می‌گوید پاپ در رم روحانیت کلیسا را به اسارت گرفته است. لوتر در این کتاب تجدید نظری در زندگی مقدس مسیحی ارائه می‌کند که بر این اصطلاح متمرکز است: پاپ مقدسات را با سنت‌ها و مقررات خاص خود تحریف و آنها را به نظام کنترل و اجبار تبدیل کرده است، امری که لوتر به اسارت یهودیان در بابل تشبیه می‌کند. در این بستر، خودِ لوتر و دیگر اصلاح طلبان نقش پیامبران و پادشاهانی مسیحایی به خود می‌گیرند تا رستگاری به ارمغان بیاورند و این دورهٔ اسارت را به پایان رسانند. منظور از مسیحایی که تبعید و اسارت را به پایان می‌رساند، در واقع کوروش کبیر است که در بخش دوم کتاب اشعیا (فصول ۴۰–۵۵) «مسیحای یهوه» خطاب شده است.
در سال ۱۵۳۴ میلادی برنارد روثمان، رهبر جنبش آناباپتیست‌ها در شهر مونستر در جریان رفرماسیون، بعد از اینکه مبلغانش در شهر وارندورف اعدام شدند، مونستر را اورشلیم نو نامید و پیروانش را فراخواند تا با نابودی استبداد بابل [مسیحیان دروغین/کاتولیک] بازگشت مسیح را برای بنی اسرائیل واقعی رقم بزنند. او معتقد بود آخرالزمان بسیار نزدیک است و آمدنش را بر اساس دورهٔ اسارت بابلی محاسبه کرده بود: اسرائیل ابتدا برای سه سال و نیم توسط الیاس مجازات شد (اول پادشاهان ۱۷:۱؛ ۱۸:۱)، بعد به مدت بیست برابر این عدد که هفتاد سال است به بابل تبعید شدند (ارمیا ۲۵:۱۱)؛ نهایتاً هفتاد سال دوباره بیست برابر می‌شود (۱٬۴۰۰ سال) که اسارت بابلی مسیحیان است و جمع این عدد با سی و چهار سال عمر عیسی و صد سال کلیسای اولیه نشان می‌دهد مسیح در سال ۱۵۳۴ بازخواهد گشت.

### اسلام
در سورهٔ بقره آیهٔ ۲۵۹، حکایتی متاخر یهودی از کتاب ناگفته‌های ارمیا (از اسفار کاذبه محصول قرن دوم میلادی) پیرامون نابودی اورشلیم (بدون ذکر نام شهر) در حملهٔ بابل بازگو شده است؛ این سوره برای اثبات اینکه خدا می‌تواند مردگان را زنده کند، می‌گوید شخصی از قریه‌ای می‌گذشت که دیوارهایش فرو ریخته بودند. او در دل گفت: «چطور خدا مردم شهر را پس از مرگشان زنده می‌کند؟» پس خدا برای صد سال میراندش و سپس زنده‌اش کرد. خدا از او پرسید: «چه مدت اینجایی؟» وی گفت: «یک روز.» لیک خدا پاسخ داد: «چنین نیست؛ صد سال است که اینجایی. بنگر به غذا و نوشیدنی‌ات که فاسد نشده. بنگر به الاغت. بنگر به استخوان‌ها که چگونه بر می خیزانیمشان و گوشت بر ایشان می‌پوشانیم.» پس آن فرد گفت: «خدا بر همه چیز تواناست.»
اصل داستان در ناگفته‌های ارمیا (۵:۱–۳، ۱۵–۱۹) دربارهٔ ابیملک (بنگرید به ارمیا ۳۸:۷–۱۳) است: «اما ابیملک… به درختی رسیده، زیر سایه‌اش نشست تا کمی استراحت کند. سرش را بر سبد انجیر تکیه داده، به خواب رفت و ۶۶ سال خوابید؛ و از خواب عمیقش بیدار نشد. بعداً که برخاست، گفت: شیرین خوابیدم، لیک کافی نبود و سرم سنگین است… و نشسته بود که مرد پیری را از مزرعه به سوی خود آمده دید؛ و ابیملک او را گفت: به تو می‌گویم، ای پیرمرد، این شهر کدامین است؟ و [پیرمرد] گفت: اورشلیم است. ابیملک از او پرسید: «ارمیای کاهن و باروخ کاتب و تمام مردم این شهر کجایند؟ چه من نیافتمشان.» و پیرمرد با او گفت: آیا تو اهل این شهر نیستی که امروز ارمیا را به یاد آورده، پس از این همه سال از او می‌پرسی؟ که ارمیا با قوم در بابل است؛ چراکه آنها توسط نبوکدنصرِ پادشاه اسیر شده‌اند، و ارمیا با آنهاست تا… کلام خدا را تعلیمشان دهد.»
به گفتهٔ گابریل سعید رینولدز، اگرچه در تفاسیر سنتی مسلمانان منظور آیهٔ ۱۱۲ سورهٔ نحل از «شهر امن و امانی که به خاطر ناشکری طعم گرسنگی و ترس را بر آن چشانیدیم» مکه در نظر گرفته شده، اما در بستر این سوره برداشت درستی به نظر نمی‌رسد. در عوض، محتملا منظور اورشلیم و نابودی آن است، چه توسط بابلی‌ها و چه رومی‌ها، و هر به دو واقعه در سورهٔ اسراء هم اشاره شده است. در آیات ۴–۸ سورهٔ اسراء آمده که «بر بنی‌اسرائیل نوشتیم دو بار فساد خواهید کرد و مسجدتان [معبد اورشلیم] را نابود می‌کنند.» به نظر می‌رسد این آیه از منطق کتاب مقدس پیروی می‌کند که گفته می‌شود هر دو نابودی معبد قبلاً وعده داده شده بودند: اولی در لاویان ۲۶:۱۴–۳۹ از تورات؛ و دومی پیشگویی‌های عیسی در انجیل‌های مرقس (۱۳:۱–۲)، متی (۲۴:۱–۲) و لوقا (۲۱:۵–۶). در قرآن همچنین به شخصیتی به نام «عزیر» اشاره شده که معمولاً با عزرا یکی دانسته می‌شود. قرآن ادعا می‌کند یهودیان عزیر را پسر خدا می‌دانند؛ مطلبی که در منابع یهودی یافت نمی‌شود. به گفتهٔ نیکولای ساینای، اساساً نباید دنبال فرقه‌ای یهودی گشت که عزرا را پسر خدا می‌دانستند. این آیه صرفاً برگرفته از عقیدهٔ قرآن مبنی بر وجود الگوهای تاریخی میان مردمان مختلف است و پسر خدا بودن عزیر، برابر پسر خدا بودن عیسی در نظر مسیحیان است.
در منابع بعدی اسلامی نظیر مخابر ابن حبیب، معارف ابن قتیبه و تاریخ طبری تلاش شده داستانی مشابه دربارهٔ تبعید عرب به بابل توسط نبوکدنصر ساخته و پرداخته شود و بدین ترتیب، مورخان مسلمان اعراب را وارد داستان‌های باستانی «موحدان در برابر مستکبران» کنند. هیچ مدرکی از حملات نبوکدنصر به داخل عربستان یا تبعید جمعی عرب به بابل توسط او موجود نیست. داستان‌های تبعید عرب به بابل نه ریشه بین‌النهرینی دارند و نه حتی به عربستان قبل از اسلام می‌رسند، بلکه با بهره‌گیری از روایت کتاب مقدس ساخته شده‌اند تا هم انحصار یهودیان بر قصص باستانی شکسته شود، هم حضور عرب در عراق را به آن دوره منتسب کنند.

## گاه‌شماری
جدول زیر گاه‌شماری تاریخ بنی‌اسرائیل از تبعید تا شکل‌گیری نهایی تورات (اسفار پنج‌گانه) است.
| سال        | رویداد |
| ---------- | --- |
| ۶۰۹ ق‌م     | مرگ یوشیا، شانزدهمین پادشاه یهودا. تنخ روایت کرده که یوشیا در نبرد با مصر کشته شد.                                                                                    |
| ۶۰۹ ق‌م     | سلطنت یهوآحاز تنها ۳ ماه سلطنت کرد. |
| ۶۰۹–۵۹۸ ق‌م | سلطنت هیجدهمین پادشاه، یهویاقیم. در سال ۶۰۵ ق‌م شروع به ادای خراج به نبوکدنصر کرد اما بر او شورید و شکست خورد. در زمان محاصره اورشلیم به دلایل نامعمولی درگذشت.        |
| ۵۹۸/۷ ق‌م   | سلطنت نوزدهمین پادشاه، یهویاکین. ۳ ماه سلطنت کرد و سپس تسلیم شد. نخستین موج تبعید در مارس ۵۹۷ ق‌م روی داد و پادشاه یهویاکین، نیز به تبعید برده شد.                     |
| ۵۹۷ ق‌م     | سلطنت بیستمین و آخرین پادشاه، صدقیا توسط نبوکدنصر دوم، پادشاه یهودا شد.                                                                                               |
| ۵۹۴ ق‌م     | توطئه‌ای برای شورش علیه بابلی‌ها با کمک مصر توسط صدقیا |
| ۵۸۷ ق‌م     | محاصره، سقوط و تخریب اورشلیم. بابلی‌ها معبد سلیمان را ویران کردند، پسران صدقیا را کشتند و خود او کور شد و به تبعید برده شد. یهودا به یک استان تبدیل شد. موج دوم تبعید. |
| ۵۸۳ ق‌م     | جدلیا، حاکم دست‌نشاندهٔ بابل در استان یهود، ترور شد. بسیاری از یهودیان به مصر گریختند. موج سوم تبعید                                                                    |
| ۵۶۲ ق‌م     | آزادی یهویاکین پس از ۳۷ سال در زندان بابل. او در بابل می‌ماند. |
| ۵۳۹ ق‌م     | کوروش بزرگ بابل را فتح کرد. |
| ۵۳۸–۳۳۳ ق‌م | آغاز «دورهٔ ایرانی» |
| ۵۳۸ ق‌م     | فرمان کوروش به یهودیان اجازه می‌دهد تا به اورشلیم بازگردند. |
| ۵۲۰–۵۱۵ ق‌م | بازگشت بسیاری از یهودیان به یهود مدینه به رهبری زروبابل و کاهن اعظم یوشع. بنیادهای معبد دوم اورشلیم گذاشته شد.                                                        |
| ۵۰۰ ق‌م     | شکل‌گیری مفهوم مسیحا، رهبری سیاسی/نظامی-مذهبی/اخلاقی. |
| ۴۴۴ ق‌م     | اهدای منشور از طرف پادشاه هخامنشی اردشیر یکم به عزرا برای اجرای تورات در یهود مدینه                                                                                   |
| ۴۵۰–۴۰۰ ق‌م | اصلاحات به رهبری عزرا و نحمیا |
| ۴۰۰ ق‌م     | تورات (اسفار پنج‌گانه، اولین بخش از متون مقدس یهود/تنخ) به عنوان کتاب مقدس به رسمیت شناخته شد.                                                                         |